# فهرست قهرمانان تک نفره مردان گرند اسلم

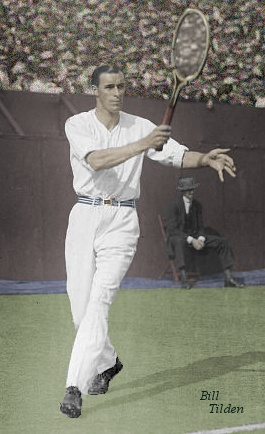
بیل تیلدن در دههٔ ۱۹۲۰ موفق به کسب ۱۰ عنوان قهرمانی در مسابقات بزرگ (گرند اسلم) شد و نخستین بازیکن مردی لقب گرفت که به این موفقیت دست پیدا کرده‌است.

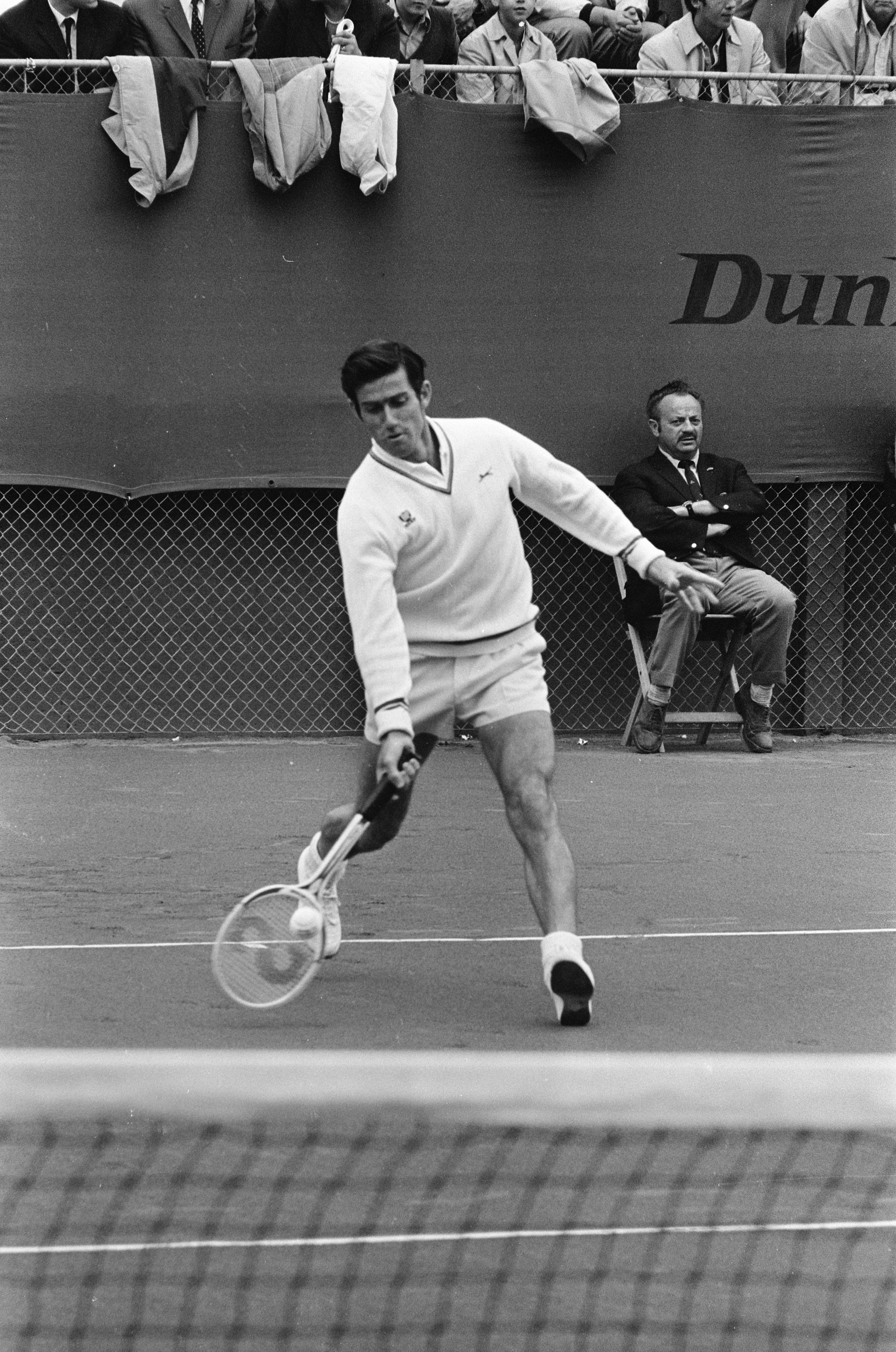
کن روزوال دارای ۱۵ عنوان قهرمانی در دورهٔ پیش از عصر آزاد است، و در مجموع ۲۳ عنوان قهرمانی در مسابقات بزرگ در هر دو عصر غیر حرفه‌ای و حرفه‌ای کسب کرده‌است.

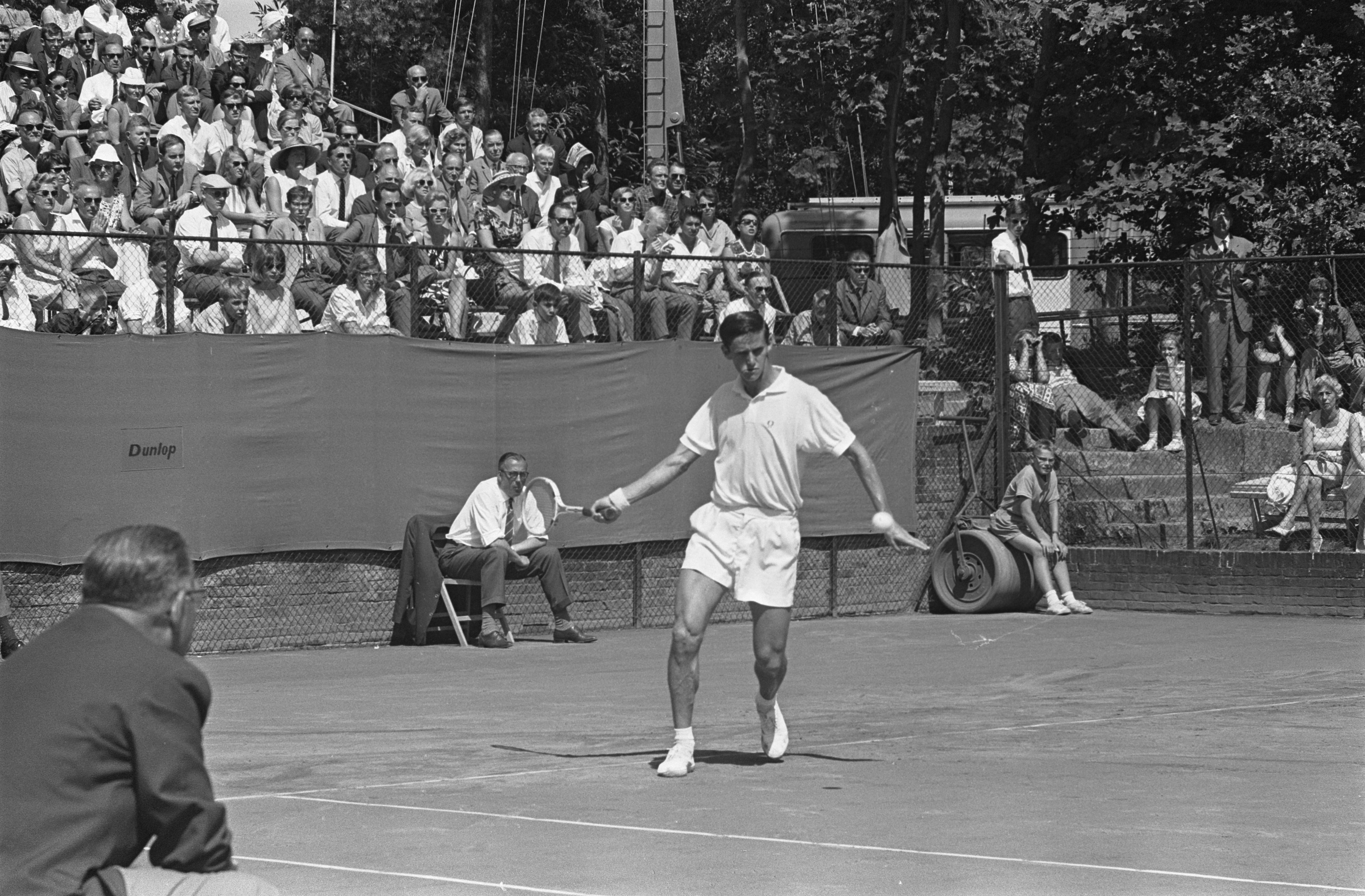
روی امرسون نخستین بازیکن مرد در تاریخ می‌باشد که توانسته هر چهار گرند اسلم را به دست آورد و تنها بازیکنی می‌باشد که عنوان قهرمانی هر چهار گرند اسلم را در بخش تک نفره و دو نفره به دست آورده‌است.

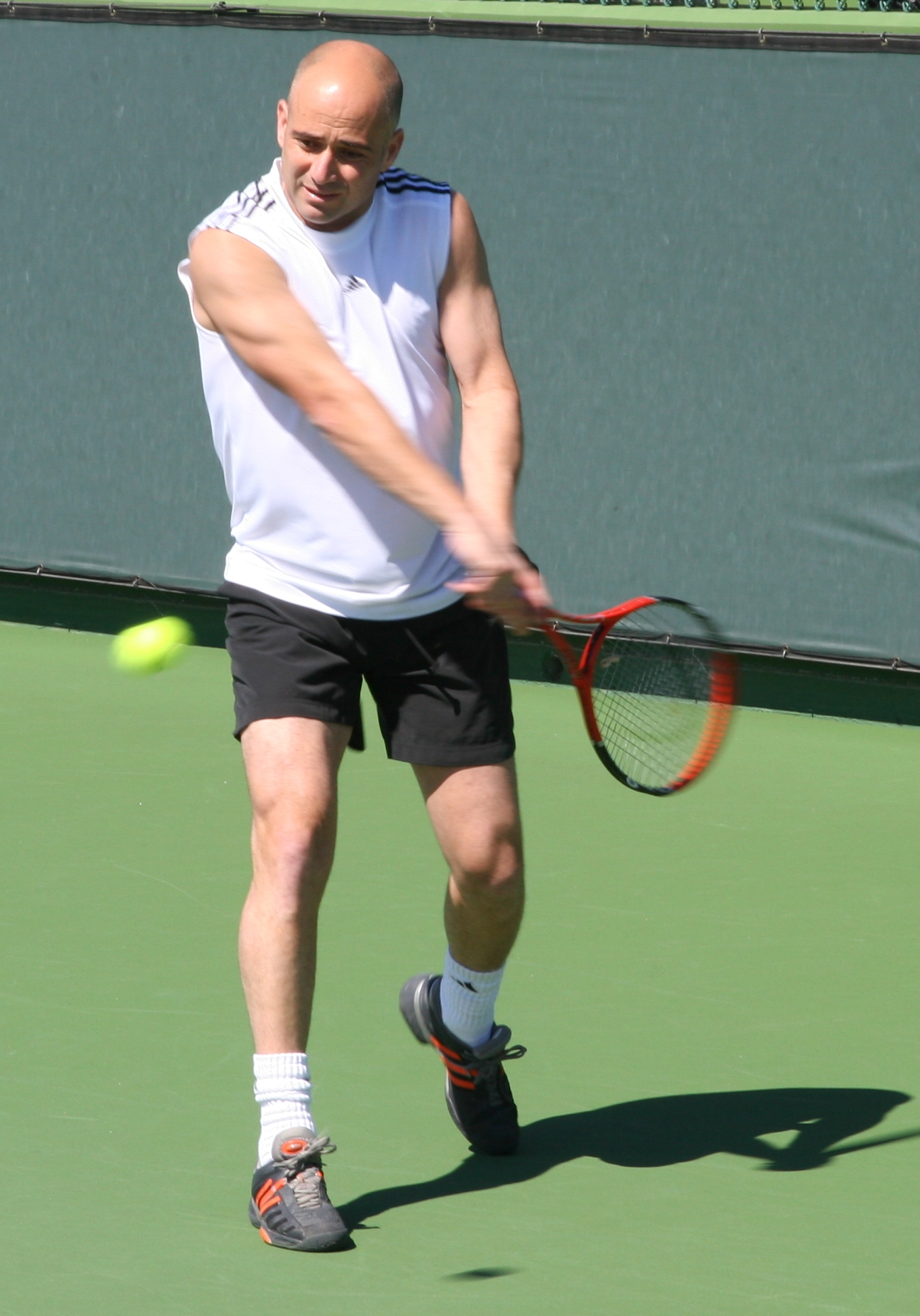
آندره آغاسی نخستین بازیکن مردی است که قهرمانی هر چهار گرند اسلم را در سه زمین مختلف در طول فعالیت به دست آورده و همچنین نخستین بازیکن مرد در تاریخ تنیس می‌باشد که در طول فعالیت خود موفق به کسب طلای اسلم (کسب چهار گرند اسلم و مدال طلای المپیک در بخش تک نفره) شده‌است.

در این مقاله فهرست قهرمانان تنیس مسابقات گرند اسلم تک نفره مردان آورده شده‌است. برخی از فعل و انفعالات در تاریخ روی داده و تعداد عناوین به دست آمده توسط بازیکنان مختلف را تحت تأثیر قرار داده‌است. این موارد شامل شروع مسابقات قهرمانی ملی فرانسه با بازیکنان بین‌المللی در سال ۱۹۲۵، حذف دور رقابتی در سال ۱۹۲۲ و پذیرش ورود بازیکنان حرفه‌ای در سال ۱۹۶۸ (آغاز دورهٔ آزاد) است.
نکته: همهٔ این تورنمنت‌ها از زمان آغاز فهرست شده‌اند، نه زمانی که به صورت رسمی از مسابقات بزرگ محسوب شده‌اند. مسابقات استرالیا و آمریکا تنها از سال ۱۹۲۴ توسط ILTF (با نام فعلی ITF) به‌طور رسمی به عنوان مسابقات اصلی شناخته می‌شوند (گرچه بسیاری پیش از این مسابقات قهرمانی آمریکا را به عنوان یک مسابقهٔ بزرگ می‌دانستند). مسابقات قهرمانی فرانسه از سال ۱۹۲۵ (که شرکت در آن برای بازیکنان آماتور بین‌المللی آزاد شد) یک مسابقه بزرگ می‌باشد. پیش از ۱۹۲۴ (از ۱۹۱۲/۱۹۱۳ تا ۱۹۲۳) به صورت رسمی ۳ تورنمنت بزرگ رسمی وجود داشت: ویمبلدون، مسابقات قهرمانی زمین سخت (بازی روی زمین خاکی) و مسابقات قهرمانی زمین سرپوشیدهٔ جهان (بازی روی زمین چوبی سرپوشیده).

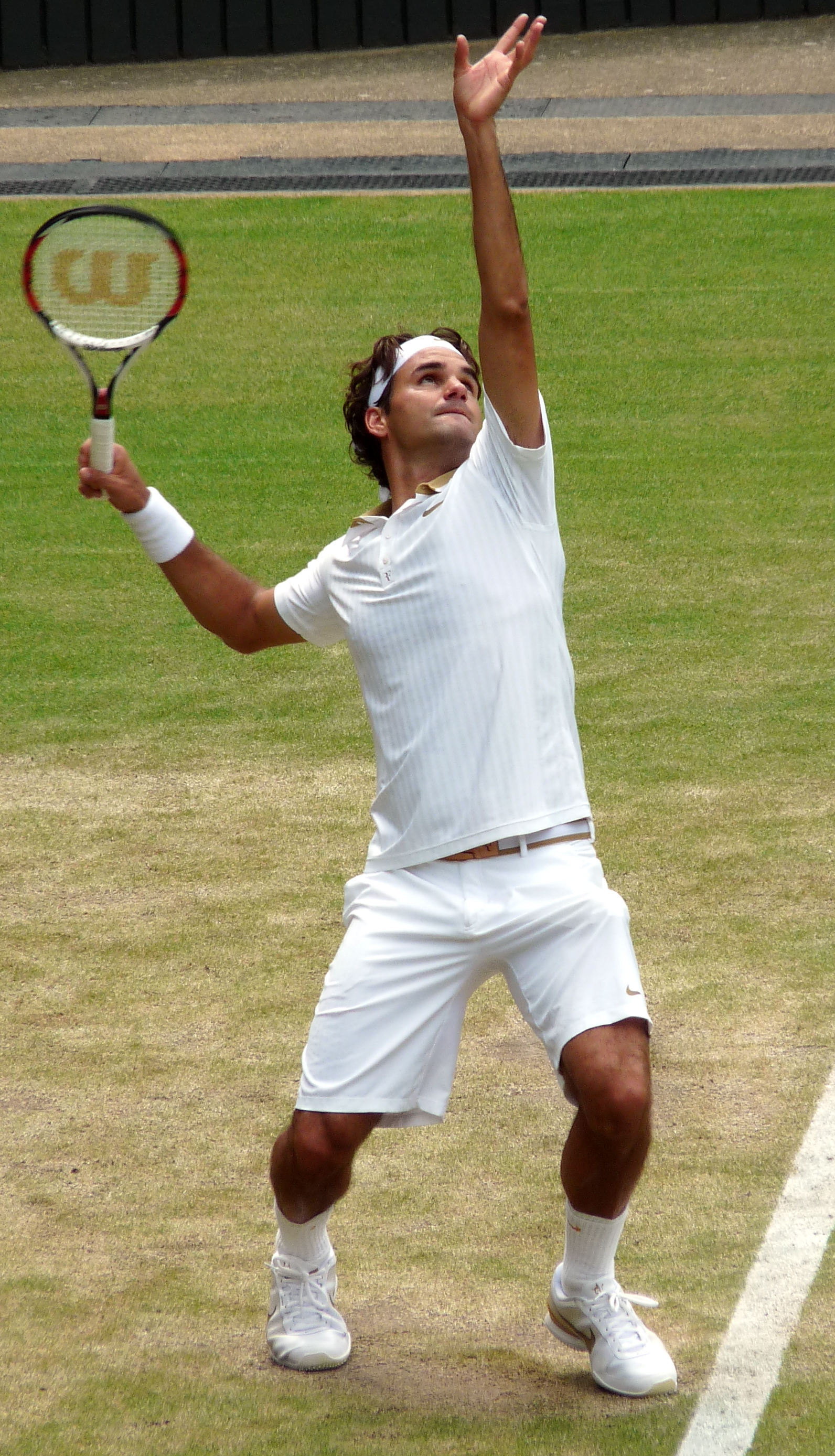
راجر فدرر موفق به کسب ۲۰ عنوان قهرمانی در رقابت‌های تک نفره گرند اسلم شده‌است، از جمله ۸ عنوان قهرمانی در ویمبلدون.

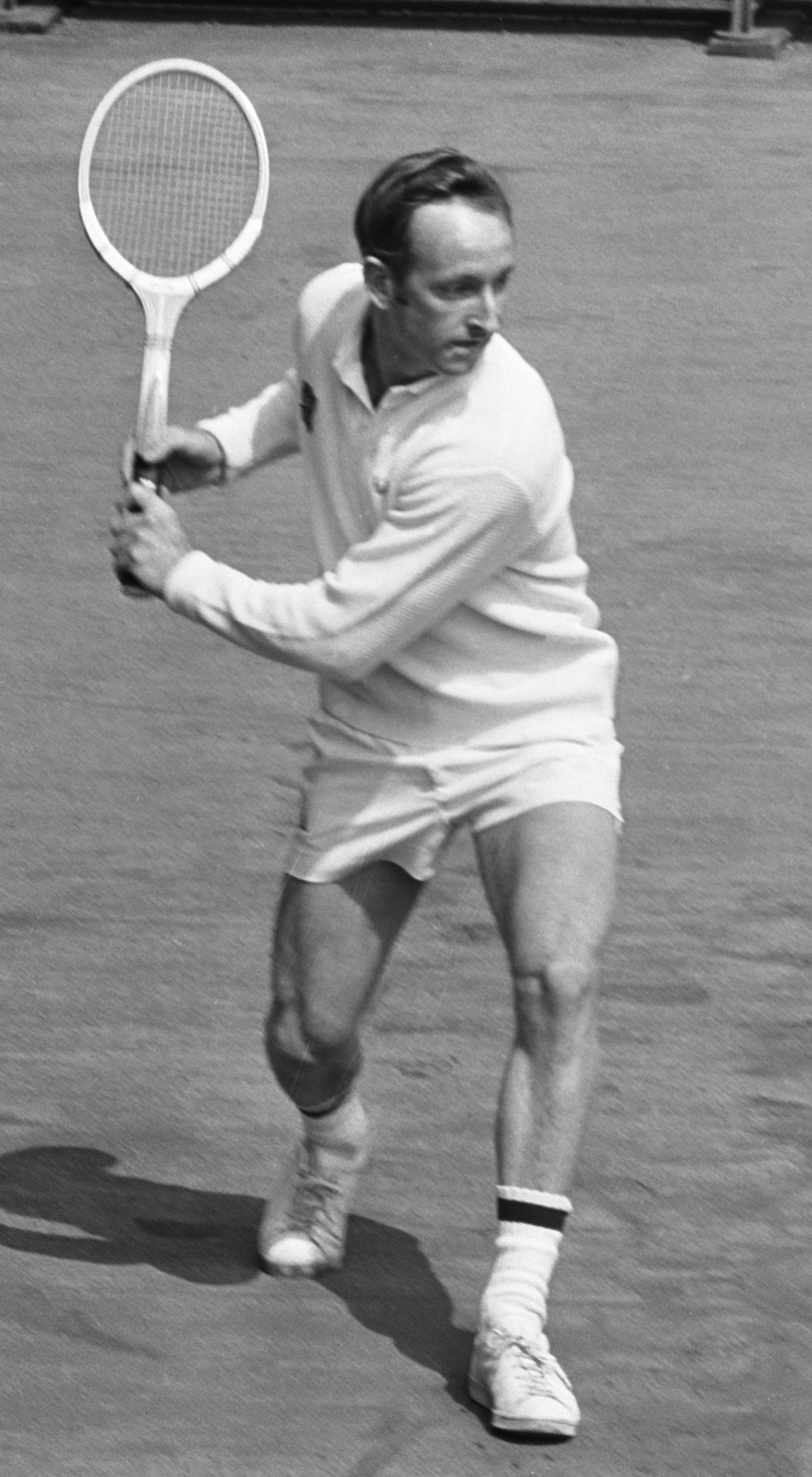
راد لیور تنها مردی در تاریخ است که عنوان قهرمانی هر چهار رقابت بزرگ موسوم به «گرند اسلم» را در یک سال تقویمی دو بار (۱۹۶۲ و ۱۹۶۹) به دست آورده‌است.

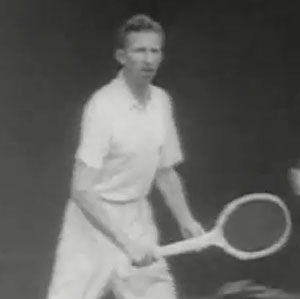
دن باج تنها بازیکن مرد در تاریخ تنیس می‌باشد که شش قهرمانی متوالی در مسابقات تک نفره گرند اسلم به دست آورده‌است، از ویمبلدون ۱۹۳۷ تا مسابقات قهرمانی آمریکا ۱۹۳۸.

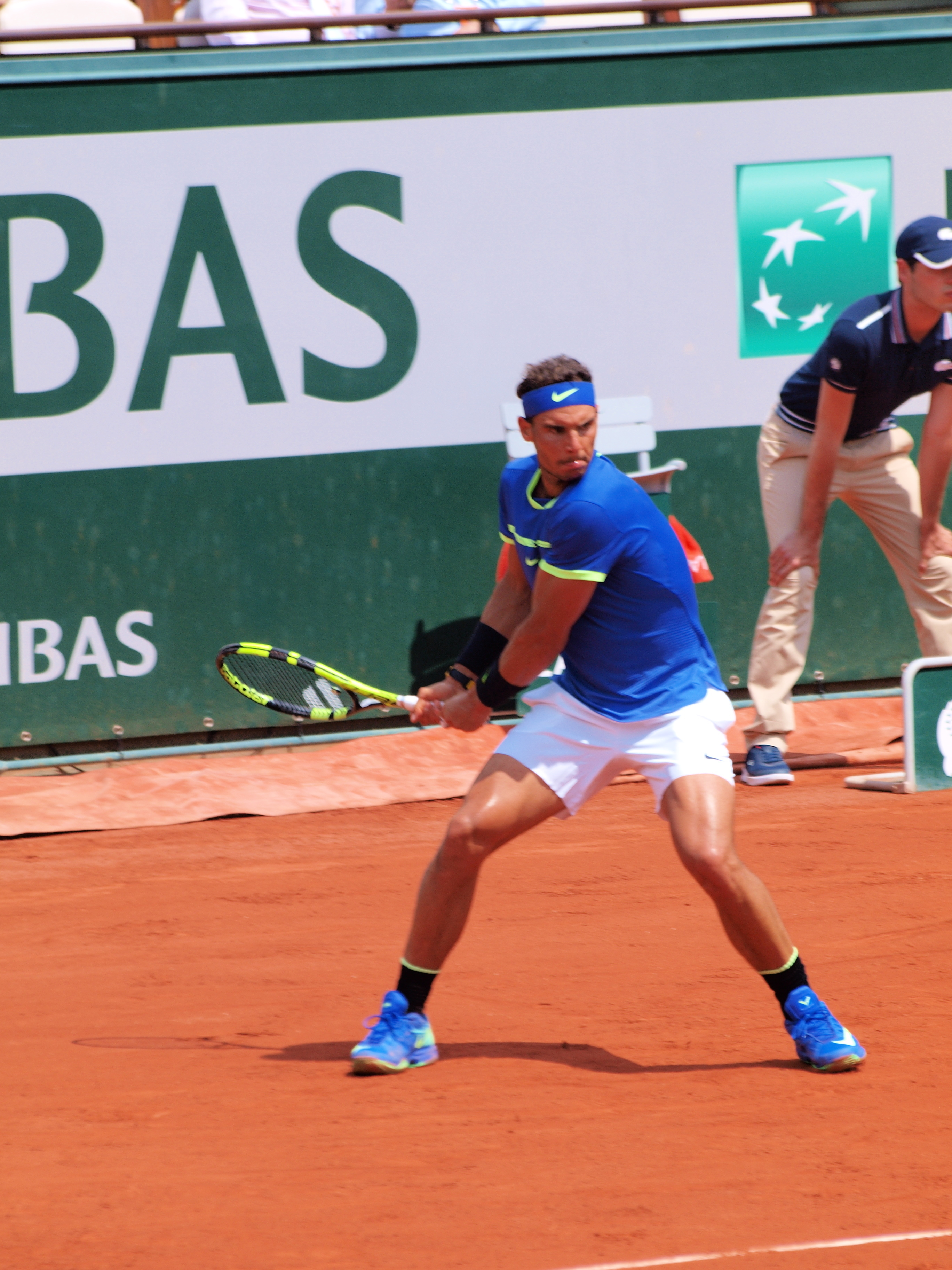
رافائل نادال موفق به کسب ۲۲ عنوان قهرمانی(بیشترین عنوان قهرمانی) در گرند اسلم از جمله ۱۴ عنوان قهرمانی در مسابقات آزاد فرانسه در رولان گاروس شده‌است و از این حیث تنها بازیکن مردی می‌باشد که شمار عناوین قهرمانی‌هایش در یک رقابت خاص گرند اسلم دو رقمی شده‌است.

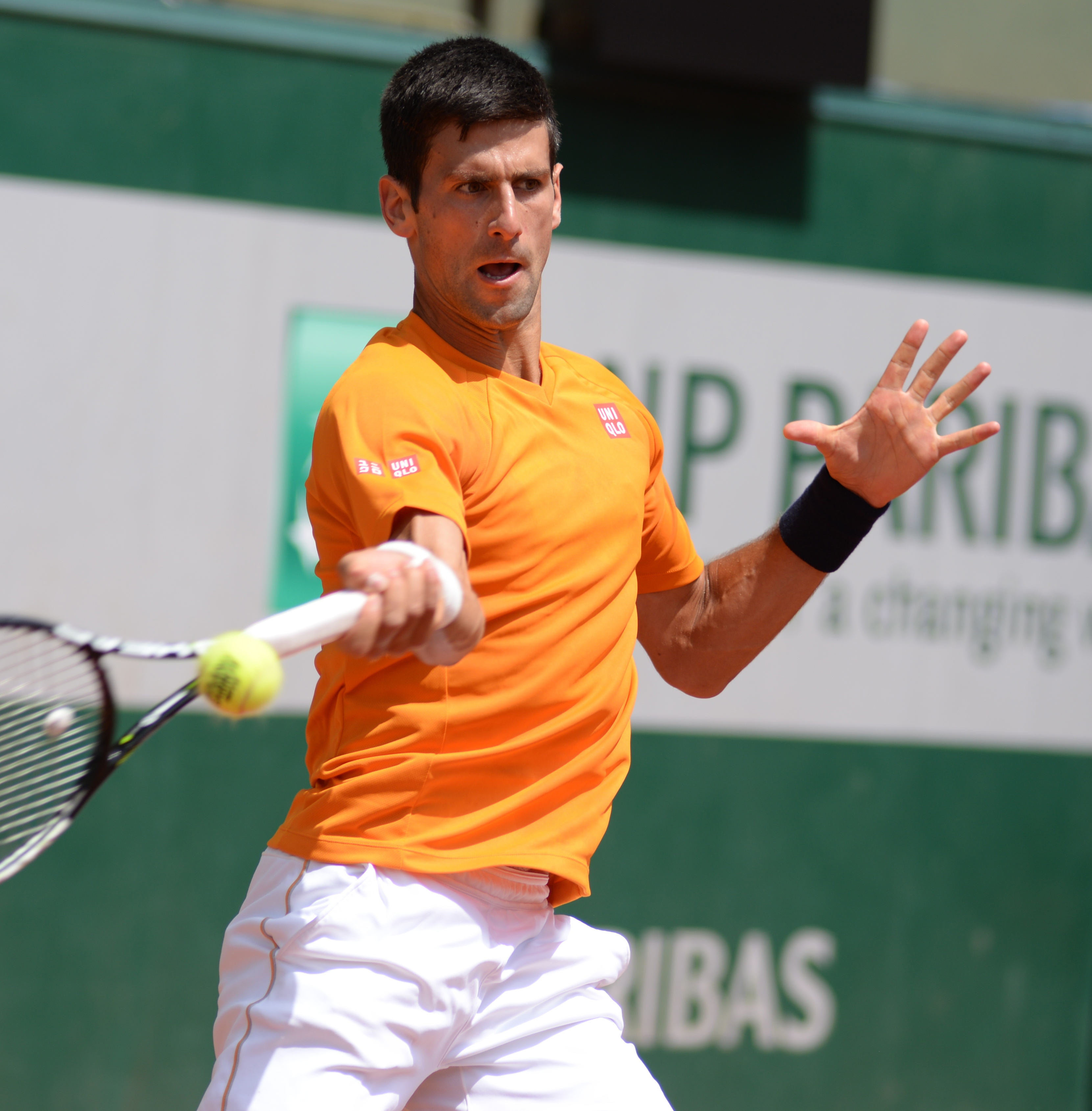
نواک جوکوویچ تنها بازیکنی می‌باشد که قهرمانی همزمان چهار گرند اسلم در سه زمین مختلف را در کارنامه دارد. او ۸ قهرمانی در مسابقات آزاد استرالیا به ثبت رسانده‌است.

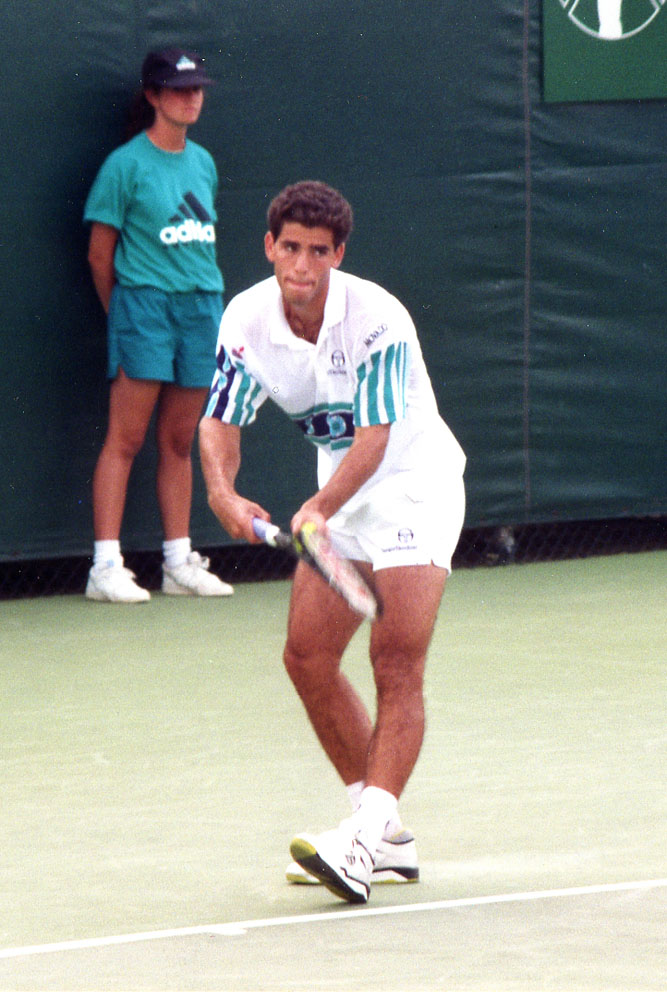
پیت سمپراس ۱۴ عنوان گرند اسلم را از آن خود کرد، با ۷ عنوان در ویمبلدون. ۱۴ عنوان قهرمانی گرند اسلم در زمان بازنشستگی وی در سال ۲۰۰۲ یک رکورد جهانی بود.

## قهرمانان بر پایهٔ سال
| راهنمای نماد پرچم    |
| فهرست پرچم‌های کشورها |

| سال    | آزاد استرالیا                               | آزاد فرانسه                         | ویمبلدون                       | آزاد آمریکا               |
| ------ | ------------------------------------------- | ----------------------------------- | ------------------------------ | ------------------------- |
| ۱۸۷۷   | در ۱۹۰۵ آغاز گردید                          | در ۱۸۹۱ آغاز گردید                  | اسپنگر گور                     | در ۱۸۸۱ آغاز گردید        |
| ۱۸۷۸   | تورنمنت ایجاد نگردیده بود                   | تورنمنت ایجاد نگردیده بود           | فرانک هادو                     | تورنمنت ایجاد نگردیده بود |
| ۱۸۷۹   | تورنمنت ایجاد نگردیده بود                   | تورنمنت ایجاد نگردیده بود           | جان هارتلی (۱/۲)               | تورنمنت ایجاد نگردیده بود |
| ۱۸۸۰   | تورنمنت ایجاد نگردیده بود                   | تورنمنت ایجاد نگردیده بود           | جان هارتلی (۲/۲)               | تورنمنت ایجاد نگردیده بود |
| ۱۸۸۱   | تورنمنت ایجاد نگردیده بود                   | تورنمنت ایجاد نگردیده بود           | ویلیام رنشا (۱/۷)              | ریچارد سیرز (۱/۷)         |
| ۱۸۸۲   | تورنمنت ایجاد نگردیده بود                   | تورنمنت ایجاد نگردیده بود           | ویلیام رنشاو (۲/۷)             | ریچارد سیرز (۲/۷)         |
| ۱۸۸۳   | تورنمنت ایجاد نگردیده بود                   | تورنمنت ایجاد نگردیده بود           | ویلیام رنشاو (۳/۷)             | ریچارد سیرز (۳/۷)         |
| ۱۸۸۴   | تورنمنت ایجاد نگردیده بود                   | تورنمنت ایجاد نگردیده بود           | ویلیام رنشاو (۴/۷)             | ریچارد سیرز (۴/۷)         |
| ۱۸۸۵   | تورنمنت ایجاد نگردیده بود                   | تورنمنت ایجاد نگردیده بود           | ویلیام رنشاو (۵/۷)             | ریچارد سیرز (۵/۷)         |
| ۱۸۸۶   | تورنمنت ایجاد نگردیده بود                   | تورنمنت ایجاد نگردیده بود           | ویلیام رنشاو (۶/۷)             | ریچارد سیرز (۶/۷)         |
| ۱۸۸۷   | تورنمنت ایجاد نگردیده بود                   | تورنمنت ایجاد نگردیده بود           | هربرت لافورد                   | ریچارد سیرز (۷/۷)         |
| ۱۸۸۸   | تورنمنت ایجاد نگردیده بود                   | تورنمنت ایجاد نگردیده بود           | ارنست رنشا                     | هنری سلکوم (۱/۲)          |
| ۱۸۸۹   | تورنمنت ایجاد نگردیده بود                   | تورنمنت ایجاد نگردیده بود           | ویلیام رنشاو (۷/۷)             | هنری سلکوم (۲/۲)          |
| ۱۸۹۰   | تورنمنت ایجاد نگردیده بود                   | تورنمنت ایجاد نگردیده بود           | ویلوبی همیلتون                 | اولیور کمپل (۱/۳)         |
| ۱۸۹۱   | تورنمنت ایجاد نگردیده بود                   | H. Briggs *                         | ویلفرد بادلی (۱/۳)             | اولیور کمپل (۲/۳)         |
| ۱۸۹۲   | تورنمنت ایجاد نگردیده بود                   | Jean Schopfer *                     | ویلفرد بادلی (۲/۳)             | اولیور کمپل (۳/۳)         |
| ۱۸۹۳   | تورنمنت ایجاد نگردیده بود                   | Laurent Riboulet *                  | جاشوا پیم (۱/۲)                | رابرت ورن (۱/۴)           |
| ۱۸۹۴   | تورنمنت ایجاد نگردیده بود                   | André Vacherot *                    | جاشوا پیم (۲/۲)                | رابرت ورن (۲/۴)           |
| ۱۸۹۵   | تورنمنت ایجاد نگردیده بود                   | André Vacherot *                    | ویلفرد بادلی (۳/۳)             | فریدریش هوی               |
| ۱۸۹۶   | تورنمنت ایجاد نگردیده بود                   | André Vacherot *                    | هارولد ماریون                  | رابرت ورن (۳/۴)           |
| ۱۸۹۷   | تورنمنت ایجاد نگردیده بود                   | Paul Aymé *                         | رجینالد دورتی (۱/۴)            | رابرت ورن (۴/۴)           |
| ۱۸۹۸   | تورنمنت ایجاد نگردیده بود                   | Paul Aymé *                         | رجینالد دورتی (۲/۴)            | مالکوم ویتمن (۱/۳)        |
| ۱۸۹۹   | تورنمنت ایجاد نگردیده بود                   | Paul Aymé *                         | رجینالد دورتی (۳/۴)            | مالکوم ویتمن (۲/۳)        |
| ۱۹۰۰   | تورنمنت ایجاد نگردیده بود                   | Paul Aymé *                         | رجینالد دورتی (۴/۴)            | مالکوم ویتمن (۳/۳)        |
| ۱۹۰۱   | تورنمنت ایجاد نگردیده بود                   | André Vacherot *                    | آرتور گور (۱/۳)                | ویلیام لارند (۱/۷)        |
| ۱۹۰۲   | تورنمنت ایجاد نگردیده بود                   | Michel Vacherot *                   | لاورنس دوهرتی (۱/۶)            | ویلیام لارند (۲/۷)        |
| ۱۹۰۳   | تورنمنت ایجاد نگردیده بود                   | Max Decugis *                       | لاورنس دوهرتی (۲/۶)            | لاورنس دوهرتی (۳/۶)       |
| ۱۹۰۴   | تورنمنت ایجاد نگردیده بود                   | Max Decugis *                       | لاورنس دوهرتی (۴/۶)            | هولکمب وارد               |
| ۱۹۰۵   | رادنی هیت (۱/۲)                             | Maurice Germot *                    | لاورنس دوهرتی (۵/۶)            | بیلس رایت                 |
| ۱۹۰۶   | تونی وایلدینگ (۱/۶)                         | Maurice Germot *                    | لاورنس دوهرتی (۶/۶)            | ویلیام کلوتیر             |
| ۱۹۰۷   | هوراس رایس                                  | Max Decugis *                       | نورمن بروکس (۱/۳)              | ویلیام لارند (۳/۷)        |
| ۱۹۰۸   | فرد الکساندر                                | Max Decugis *                       | آرتور گور (۲/۳)                | ویلیام لارند (۴/۷)        |
| ۱۹۰۹   | تونی وایلدینگ (۲/۶)                         | Max Decugis *                       | آرتور گور (۳/۳)                | ویلیام لارند (۵/۷)        |
| ۱۹۱۰   | رادنی هیت (۲/۲)                             | Maurice Germot *                    | تونی وایلدینگ (۳/۶)            | ویلیام لارند (۶/۷)        |
| ۱۹۱۱   | نورمن بروکس (۲/۳)                           | André Gobert *                      | تونی وایلدینگ (۴/۶)            | ویلیام لارند (۷/۷)        |
| ۱۹۱۲   | جیمز سیسیل پارک                             | Max Decugis *                       | تونی وایلدینگ (۵/۶)            | موریس ای مک‌لوکلین (۱/۲)   |
| ۱۹۱۳   | ارنی پارکر                                  | Max Decugis *                       | تونی وایلدینگ (۶/۶)            | موریس ای مک‌لوکلین (۲/۲)   |
| ۱۹۱۴   | آرتور اوهارا وود                            | Max Decugis *                       | نورمن بروکس (۳/۳)              | آر نوریس ویلیامز (۱/۲)    |
| ۱۹۱۵   | گوردون لووی                                 | جنگ جهانی یکم                       | جنگ جهانی یکم                  | بیل جانستون (۱/۳)         |
| ۱۹۱۶   | جنگ جهانی یکم                               | جنگ جهانی یکم                       | جنگ جهانی یکم                  | آر نوریس ویلیامز (۲/۲)    |
| ۱۹۱۷   | جنگ جهانی یکم                               | جنگ جهانی یکم                       | جنگ جهانی یکم                  | رابرت لیندلی ماری (۱/۲)   |
| ۱۹۱۸   | جنگ جهانی یکم                               | جنگ جهانی یکم                       | جنگ جهانی یکم                  | رابرت لیندی ماری (۲/۲)    |
| ۱۹۱۹   | الگرنون کینگسکوت †                          | جنگ جهانی یکم                       | جرالد پترسون (۱/۳)             | بیل جانستون (۲/۳)         |
| ۱۹۲۰   | پت اوهارا وود (۱/۲)                         | André Gobert *                      | بیل تیلدن (۱/۱۰)               | بیل تیلدن (۲/۱۰)          |
| ۱۹۲۱   | ریس گمل                                     | Jean Samazeuilh *                   | بیل تیلدن (۳/۱۰)               | بیل تیلدن (۴/۱۰)          |
| ۱۹۲۲   | جیمز اندرسون (۱/۳)                          | Henri Cochet *                      | جرالد پترسون (۲/۳)             | بیل تیلدن (۵/۱۰)          |
| ۱۹۲۳   | پت اوهارا وود (۲/۲) ††                      | François Blanchy *                  | بیل جانستون (۳/۳)              | بیل تیلدن (۶/۱۰)          |
| ۱۹۲۴   | جیمز اندرسون (۲/۳)                          | Jean Borotra *                      | جین بوروترا (۱/۴)              | بیل تیلدن (۷/۱۰)          |
| ۱۹۲۵   | جیمز اندرسون (۳/۳)                          | رنه لاکست (۱/۷)                     | رنه لاکست (۲/۷)                | بیل تیلدن (۸/۱۰)          |
| ۱۹۲۶   | جان هاکس (تنیس‌باز)                          | آنری کوشه (۱/۷)                     | جین بوروترا (۲/۴)              | رنه لاکست (۳/۷)           |
| ۱۹۲۷   | جرالد پترسون (۳/۳)†††                       | رنه لاکست (۴/۷)                     | آنری کوشه (۲/۷)                | رنه لاکست (۵/۷)           |
| ۱۹۲۸   | جین بوروترا (۳/۴)                           | آنری کوشه (۳/۷)                     | رنه لاکست (۶/۷)                | آنری کوشه (۴/۷)           |
| ۱۹۲۹   | کولین گرگوری                                | رنه لاکست (۷/۷)                     | آنری کوشه (۵/۷)                | بیل تیلدن (۹/۱۰)          |
| ۱۹۳۰   | ادگار مون                                   | آنری کوشه (۶/۷)                     | بیل تیلدن (۱۰/۱۰)              | جان دوئگ                  |
| ۱۹۳۱   | جک کرفرد (۱/۶)                              | جین بوروترا (۴/۴)                   | سیدنی وود                      | الزورت واینز (۱/۳)        |
| ۱۹۳۲   | جک کرفرد (۲/۶)                              | آنری کوشه (۷/۷)                     | الزورت واینز (۲/۳)             | الزورت واینز (۳/۳)        |
| ۱۹۳۳   | جک کرفرد (۳/۶)                              | جک کرفرد (۴/۶)                      | جک کرفرد (۵/۶)                 | فرد پری (۱/۸)             |
| ۱۹۳۴   | فرد پری (۲/۸)                               | گوتفرید فون کرم (۱/۲)               | فرد پری (۳/۸)                  | فرد پری (۴/۸)             |
| ۱۹۳۵   | جک کرفرد (۶/۶)                              | فرد پری (۵/۸)                       | فرد پری (۶/۸)                  | ویلمر الیسون              |
| ۱۹۳۶   | آدریان کوییست (۱/۳)                         | گوتفرید فون کرم (۲/۲)               | فرد پری (۷/۸)                  | فرد پری (۸/۸)             |
| ۱۹۳۷   | ویوین مک‌گراث                                | هنر هنکل                            | دن باج (۱/۶)                   | دن باج (۲/۶)              |
| ۱۹۳۸   | دن باج (۳/۶)                                | دن باج (۴/۶)                        | دن باج (۵/۶)                   | دن باج (۶/۶)              |
| ۱۹۳۹   | جان برومویچ (۱/۲)                           | دن مک‌نیل (۱/۲)                      | بابی ریگگس (۱/۳)               | بابی ریگگس (۲/۳)          |
| ۱۹۴۰   | آدریان کوییست (۲/۳)                         | جنگ جهانی دوم                       | جنگ جهانی دوم                  | دن مک‌نیل (۲/۲)            |
| ۱۹۴۱   | جنگ جهانی دوم                               | فرانسه تحت اشغال آلمان قرار داشت*   | جنگ جهانی دوم                  | بابی ریگگس (۳/۳)          |
| ۱۹۴۲   | جنگ جهانی دوم                               | فرانسه تحت اشغال آلمان قرار داشت*   | جنگ جهانی دوم                  | تد ریچارد (۱/۲)           |
| ۱۹۴۳   | جنگ جهانی دوم                               | فرانسه تحت اشغال آلمان قرار داشت*   | جنگ جهانی دوم                  | جو هانت                   |
| ۱۹۴۴   | جنگ جهانی دوم                               | فرانسه تحت اشغال آلمان قرار داشت*   | جنگ جهانی دوم                  | فرانک پارکر (۱/۴)         |
| ۱۹۴۵   | جنگ جهانی دوم                               | یوون پترا (به رسمیت شناخته نشده)*** | جنگ جهانی دوم                  | فرانک پارکر (۲/۴)         |
| ۱۹۴۶   | جان برومویچ (۲/۲)                           | مارسل برنار                         | یوون پترا                      | جک کریمر (۱/۳)            |
| ۱۹۴۷   | دینی پیلز                                   | یوژف آشبوت                          | جک کریمر (۲/۳)                 | جک کریمر (۳/۳)            |
| ۱۹۴۸   | آدریان کوییست (۳/۳)                         | فرانک پارکر (۳/۴)                   | باب فالکنبورگ                  | پانچو گونزالس (۱/۲)       |
| ۱۹۴۹   | فرانک سجمن (۱/۵)                            | فرانک پارکر (۴/۴)                   | تد ریچارد (۲/۲)                | پانچو گونزالس (۲/۲)       |
| ۱۹۵۰   | فرانک سجمن (۲/۵)                            | باج پتی (۱/۲)                       | باج پتی (۲/۲)                  | آرت لارسن                 |
| ۱۹۵۱   | دیک ساویت (۱/۲)                             | یاروسلاو دروبنی (۱/۳)               | دیک ساویت (۲/۲)                | فرانک سجمن (۳/۵)          |
| ۱۹۵۲   | کن مک‌گرگور                                  | یاروسلاو دروبنی (۲/۳)               | فرانک سجمن (۴/۵)               | فرانک سجمن (۵/۵)          |
| ۱۹۵۳   | کن روزوال (۱/۸)                             | کن روزوال (۲/۸)                     | ویک سیکاس (۱/۲)                | تونی تربرت (۱/۵)          |
| ۱۹۵۴   | مروین روز (۱/۲)                             | تونی تربرت (۲/۵)                    | یاروسلاو دروبنی (۳/۳)          | ویک سیکاس (۲/۲)           |
| ۱۹۵۵   | کن روزوال (۳/۸)                             | تونی تربرت (۳/۵)                    | تونی تربرت (۴/۵)               | تونی تربرت (۵/۵)          |
| ۱۹۵۶   | لو هود (۱/۴)                                | لو هود (۲/۴)                        | لو هود (۳/۴)                   | کن روزوال (۴/۸)           |
| ۱۹۵۷   | اشلی کوپر (۱/۴)                             | سون دیویدسن                         | لو هود (۴/۴)                   | مال اندرسون               |
| ۱۹۵۸   | اشلی کوپر (۲/۴)                             | مروین روز (۲/۲)                     | اشلی کوپر (۳/۴)                | اشلی کوپر (۴/۴)           |
| ۱۹۵۹   | الکس اولمدو (۱/۲)                           | نیکولا پیترانجلی (۱/۲)              | الکس اولمدو (۲/۲)              | نیل فریزر (۱/۳)           |
| ۱۹۶۰   | راد لیور (۱/۱۱)                             | نیکولا پیترانجلی (۲/۲)              | نیل فریزر (۲/۳)                | نیل فریزر (۳/۳)           |
| ۱۹۶۱   | روی امرسون (۱/۱۲)                           | مانوئل سانتانا (۱/۴)                | راد لیور (۲/۱۱)                | روی امرسون (۲/۱۲)         |
| ۱۹۶۲   | راد لیور (۳/۱۱)                             | راد لیور (۴/۱۱)                     | راد لیور (۵/۱۱)                | راد لیور (۶/۱۱)           |
| ۱۹۶۳   | روی امرسون (۳/۱۲)                           | روی امرسون (۴/۱۲)                   | چاک مک‌کینلی                    | رافائل اسونا              |
| ۱۹۶۴   | روی امرسون (۵/۱۲)                           | مانوئل سانتانا (۲/۴)                | روی امرسون (۶/۱۲)              | روی امرسون (۷/۱۲)         |
| ۱۹۶۵   | روی امرسون (۸/۱۲)                           | فرد استول (۱/۲)                     | روی امرسون (۹/۱۲)              | مانوئل سانتانا (۳/۴)      |
| ۱۹۶۶   | روی امرسون (۱۰/۱۲)                          | تونی روچه                           | مانوئل سانتانا (۴/۴)           | فرد استول (۲/۲)           |
| ۱۹۶۷   | روی امرسون (۱۱/۱۲)                          | روی امرسون (۱۲/۱۲)                  | جان نیوکمب (۱/۷)               | جان نیوکمب (۲/۷)          |
| ۱۹۶۸   | ویلیام باوری پایان دورهٔ آماتور (غیر حرفه‌ای) | آغاز دورهٔ آزاد کن روزوال (۵/۸)      | راد لیور (۷/۱۱)                | آرتور اش (۱/۳)            |
| ۱۹۶۹   | راد لیور (۸/۱۱)                             | راد لیور (۹/۱۱)                     | راد لیور (۱۰/۱۱)               | راد لیور (۱۱/۱۱)          |
| ۱۹۷۰   | آرتور آش (۲/۳)                              | جان کودش (۱/۳)                      | جان نیوکمب (۳/۷)               | کن روزوال (۶/۸)           |
| ۱۹۷۱   | کن روزوال (۷/۸)                             | جان کودش (۲/۳)                      | جان نیوکمب (۴/۷)               | استن اسمیت (۱/۲)          |
| ۱۹۷۲   | کن روزوال (۸/۸)                             | آندرس گیمنو                         | استن اسمیت (۲/۲)               | ایلیه ناستاسه (۱/۲)       |
| ۱۹۷۳   | جان نیوکمب (۵/۷)                            | ایلیه ناستاسه (۲/۲)                 | جان کودش (۳/۳)                 | جان نیوکمب (۶/۷)          |
| ۱۹۷۴   | جیمی کانرز (۱/۸)                            | بیورن بوری (۱/۱۱)                   | جیمی کانرز (۲/۸)               | جیمی کانرز (۳/۸)          |
| ۱۹۷۵   | جان نیوکمب (۷/۷)                            | بیورن بوری (۲/۱۱)                   | آرتور آش (۳/۳)                 | مانوئل اورانتس            |
| ۱۹۷۶   | مارک ادموندسون                              | آدریانو پاناتا                      | بیورن بوری (۳/۱۱)              | جیمی کانرز (۴/۸)          |
| ۱۹۷۷   | راسکوو تانر (Jan)                           | گیرمو ویلس (۱/۴)                    | بیورن بوری (۴/۱۱)              | گیرمو ویلس (۲/۴)          |
| ۱۹۷۷   | ویتاس گرولایتیس (Dec) ††††                  | گیرمو ویلس (۱/۴)                    | بیورن بوری (۴/۱۱)              | گیرمو ویلس (۲/۴)          |
| ۱۹۷۸   | گیرمو ویلس (۳/۴) ††††                       | بیورن بوری (۵/۱۱)                   | بیورن بوری (۶/۱۱)              | جیمی کانرز (۵/۸)          |
| ۱۹۷۹   | گیرمو ویلس (۴/۴) ††††                       | بیورن بوری (۷/۱۱)                   | بیورن بوری (۸/۱۱)              | جان مک‌انرو (۱/۷)          |
| ۱۹۸۰   | برایان تیچر ††††                            | بیورن بوری (۹/۱۱)                   | بیورن بوری (۱۰/۱۱)             | جان مک‌انرو (۲/۷)          |
| ۱۹۸۱   | یوهان کریک (۱/۲) ††††                       | بیورن بوری (۱۱/۱۱)                  | جان مک‌انرو (۳/۷)               | جان مک‌انرو (۴/۷)          |
| ۱۹۸۲   | یوهان کریک (۲/۲) ††††                       | متس ویلاندر (۱/۷)                   | جیمی کانرز (۶/۸)               | جیمی کانرز (۷/۸)          |
| ۱۹۸۳   | متس ویلاندر (۲/۷)††††                       | یانیک نوآه                          | جان مک‌انرو (۵/۷)               | جیمی کانرز (۸/۸)          |
| ۱۹۸۴   | متس ویلاندر (۳/۷) ††††                      | ایوان لندل (۱/۸)                    | جان مک‌انرو (۶/۷)               | جان مک‌انرو (۷/۷)          |
| ۱۹۸۵   | استفان ادبری (۱/۶) ††††                     | متس ویلاندر (۴/۷)                   | بوریس بکر (۱/۶)                | ایوان لندل (۲/۸)          |
| ۱۹۸۶   | تاریخ مسابقات تغییر یافت                    | ایوان لندل (۳/۸)                    | بوریس بکر (۲/۶)                | ایوان لندل (۴/۸)          |
| ۱۹۸۷   | استفان ادبری (۲/۶)                          | ایوان لندل (۵/۸)                    | پت کش                          | ایوان لندل (۶/۸)          |
| ۱۹۸۸   | متس ویلاندر (۵/۷)                           | متس ویلاندر (۶/۷)                   | استفان ادبری (۳/۶)             | متس ویلاندر (۷/۷)         |
| ۱۹۸۹   | ایوان لندل (۷/۸)                            | مایکل چنگ                           | بوریس بکر (۳/۶)                | بوریس بکر (۴/۶)           |
| ۱۹۹۰   | ایوان لندل (۸/۸)                            | اندرس گومز                          | استفان ادبری (۴/۶)             | پیت سمپراس (۱/۱۴)         |
| ۱۹۹۱   | بوریس بکر (۵/۶)                             | جیم کوریه (۱/۴)                     | میشاییل اشتیک                  | استفان ادبری (۵/۶)        |
| ۱۹۹۲   | جیم کوریه (۲/۴)                             | جیم کوریه (۳/۴)                     | آندره آغاسی (۱/۸)              | استفان ادبری (۶/۶)        |
| ۱۹۹۳   | جیم کوریه (۴/۴)                             | سرگی بروگوئرا (۱/۲)                 | پیت سمپراس (۲/۱۴)              | پیت سمپراس (۳/۱۴)         |
| ۱۹۹۴   | پیت سمپراس (۴/۱۴)                           | سرگی بروگوئرا (۲/۲)                 | پیت سمپراس (۵/۱۴)              | آندره آغاسی (۲/۸)         |
| ۱۹۹۵   | آندره آغاسی (۳/۸)                           | توماس موستر                         | پیت سمپراس (۶/۱۴)              | پیت سمپراس (۷/۱۴)         |
| ۱۹۹۶   | بوریس بکر (۶/۶)                             | یوگنی کافلنیکوف (۱/۲)               | ریچارد کرایچک                  | پیت سمپراس (۸/۱۴)         |
| ۱۹۹۷   | پیت سمپراس (۹/۱۴)                           | گوستاوو کوئرتن (۱/۳)                | پیت سمپراس (۱۰/۱۴)             | پاتریک رفتر (۱/۲)         |
| ۱۹۹۸   | پیتر کوردا                                  | کارلوس مویا                         | پیت سمپراس (۱۱/۱۴)             | پاتریک رفتر (۲/۲)         |
| ۱۹۹۹   | یوگنی کافلنیکوف (۲/۲)                       | آندره آغاسی (۴/۸)                   | پیت سمپراس (۱۲/۱۴)             | آندره آغاسی (۵/۸)         |
| ۲۰۰۰   | آندره آغاسی (۶/۸)                           | گوستاوو کوئرتن (۲/۳)                | پیت سمپراس (۱۳/۱۴)             | مارات سافین (۱/۲)         |
| ۲۰۰۱   | آندره آغاسی (۷/۸)                           | گوستاوو کوئرتن (۳/۳)                | گوران ایوانیسویچ               | لیتون هیوئیت (۱/۲)        |
| ۲۰۰۲   | توماس یوهانسون                              | آلبرت کوستا                         | لیتون هیوئیت (۲/۲)             | پیت سمپراس (۱۴/۱۴)        |
| ۲۰۰۳   | آندره آغاسی (۸/۸)                           | خوآن کارلوس فررو                    | راجر فدرر (۱/۲۰)               | اندی رادیک                |
| ۲۰۰۴   | راجر فدرر (۲/۲۰)                            | گاستون گائودیو                      | راجر فدرر (۳/۲۰)               | راجر فدرر (۴/۲۰)          |
| ۲۰۰۵   | مارات سافین (۲/۲)                           | رافائل نادال (۱/۲۲)                 | راجر فدرر (۵/۲۰)               | راجر فدرر (۶/۲۰)          |
| ۲۰۰۶   | راجر فدرر (۷/۲۰)                            | رافائل نادال (۲/۲۲)                 | راجر فدرر (۸/۲۰)               | راجر فدرر (۹/۲۰)          |
| ۲۰۰۷   | راجر فدرر (۱۰/۲۰)                           | رافائل نادال (۳/۲۲)                 | راجر فدرر (۱۱/۲۰)              | راجر فدرر (۱۲/۲۰)         |
| ۲۰۰۸   | نواک جوکوویچ (۱/۲۴)                         | رافائل نادال (۴/۲۲)                 | رافائل نادال (۵/۲۲)            | راجر فدرر (۱۳/۲۰)         |
| ۲۰۰۹   | رافائل نادال (۶/۲۲)                         | راجر فدرر (۱۴/۲۰)                   | راجر فدرر (۱۵/۲۰)              | خوآن مارتین دل پوترو      |
| ۲۰۱۰   | راجر فدرر (۱۶/۲۰)                           | رافائل نادال (۷/۲۲)                 | رافائل نادال (۸/۲۲)            | رافائل نادال (۹/۲۲)       |
| ۲۰۱۱   | نواک جوکوویچ (۲/۲۴)                         | رافائل نادال (۱۰/۲۲)                | نواک جوکوویچ (۳/۲۴)            | نواک جوکوویچ (۴/۲۴)       |
| ۲۰۱۲   | نواک جوکوویچ (۵/۲۴)                         | رافائل نادال (۱۱/۲۲)                | راجر فدرر (۱۷/۲۰)              | اندی ماری (۱/۳)           |
| ۲۰۱۳   | نواک جوکوویچ (۶/۲۴)                         | رافائل نادال (۱۲/۲۲)                | اندی ماری (۲/۳)                | رافائل نادال (۱۳/۲۲)      |
| ۲۰۱۴   | استانیسلاس واورینکا (۱/۳)                   | رافائل نادال (۱۴/۲۲)                | نواک جوکوویچ (۷/۲۴)            | مارین چیلیچ               |
| ۲۰۱۵   | نواک جوکوویچ (۸/۲۴)                         | استانیسلاس واورینکا (۲/۳)           | نواک جوکوویچ (۹/۲۴)            | نواک جوکوویچ (۱۰/۲۴)      |
| ۲۰۱۶   | نواک جوکوویچ (۱۱/۲۴)                        | نواک جوکوویچ (۱۲/۲۴)                | اندی ماری (۳/۳)                | استانیسلاس واورینکا (۳/۳) |
| ۲۰۱۷   | راجر فدرر (۱۸/۲۰)                           | رافائل نادال (۱۵/۲۲)                | راجر فدرر (۱۹/۲۰)              | رافائل نادال (۱۶/۲۲)      |
| ۲۰۱۸   | راجر فدرر (۲۰/۲۰)                           | رافائل نادال (۱۷/۲۲)                | نواک جوکوویچ (۱۳/۲۴)           | نواک جوکوویچ (۱۴/۲۴)      |
| ۲۰۱۹   | نواک جوکوویچ (۱۵/۲۴)                        | رافائل نادال (۱۸/۲۲)                | نواک جوکوویچ (۱۶/۲۴)           | رافائل نادال (۱۹/۲۲)      |
| ۲۰۲۰   | نواک جوکوویچ (۱۷/۲۴)                        | رافائل نادال (۲۰/۲۲) †††††          | به سبب شیوع کووید-۱۹ لغو گردید | دومینیک تیم               |
| ۲۰۲۱   | نواک جوکوویچ (۱۸/۲۴)                        | نواک جوکوویچ (۱۹/۲۴)                | نواک جوکوویچ (۲۰/۲۴)           | دانیل مدودف               |
| ۲۰۲۲\| | رافائل نادال (۲۱/۲۲)                        | رافائل نادال >small<(۲۱/۲۲(         | نواک جوکوویچ (۲۱/۲۴)           | کارلوس آلکاراس(۱/۴)       |
| ۲۰۲۳   | نواک جوکوویچ (۲۲/۲۴)                        | نواک جوکوویچ (۲۳/۲۴)                | کارلوس آلکاراس (۲/۴)           | نواک جوکوویچ (۲۴/۲۴)      |
| ۲۰۲۴   | یانیک سینر                                  | کارلوس آلکاراس (۳/۴)                | کارلوس آلکاراس(۴/۴)            |                           |
| ۲۰۲۵   |                                             |                                     |                                |                           |
| سال    | آزاد استرالیا                               | آزاد فرانسه                         | ویمبلدون                       | آزاد آمریکا               |

| توضیح |
| --- |
| بازیکن قهرمان هر ۴ گرند اسلم در یک سال                                                                                                 |
| بازیکن قهرمان ۳ گرند اسلم در یک سال |
| بازیکن قهرمان ۲ گرند اسلم در یک سال |
| ایتالیک – تنها برای اعضای خاص باشگاه کشور میزبان آزاد است.                                                                             |
| * مسئولین در مورد این‌که این رویدادها را باید در مجموع گرند اسلم محسوب کرد یا خیر اختلاف نظر دارند.                                     |
| ** در مسابقات قهرمانی فرانسه اجازهٔ شرکت به رقبای بین‌المللی داده شد و نام آن به مسابقات بین‌المللی قهرمانی فرانسه (تنیس) تغییر یافت.     |
| *** مسابقات قهرمانی فرانسه که بین سال‌های ۱۹۴۱ و ۱۹۴۵ برگزار گردید، توسط برگزار کننده به رسمیت شناخته نشده‌است.                          |
| † در ژانویهٔ ۱۹۲۰ برگزار گردید، پیش از مسابقات قهرمانی استرالاسیان                                                                      |
| †† در اوت ۱۹۲۳ برگزار گردید، پس از مسابقات ویمبلدون و پیش از مسابقات قهرمانی ملی آمریکا                                                |
| ††† نام‌گذاری دوباره از مسابقات قهرمانی استرالاسیان (Australasian Championships) به مسابقات قهرمانی استرالیا (Australian Championships) |
| †††† مسابقات آزاد استرالیا در دسامبر سالی که فهرست شده برگزار گردید، پس از مسابقات آزاد آمریکا                                         |
| ††††† مسابقات آزاد فرانسه به دلیل دنیاگیری کروناویروس در سپتامبر ۲۰۲۰ و پس از مسابقات آزاد آمریکا انجام شد.                            |

## آمارها

### عنوان‌داران گرند اسلم بر پایهٔ دهه
| ۹ | بیل تیلدن |

| ۷ | رنه لاکست |

| ۵ | آنری کوشه |

| ۳ | جیمز اندرسون، جین بوروترا |

| ۲ | جرالد پترسون، پت اوهارا وود |

| ۱ | ریس گمل، کولین گرگوری، جان هاکس، بیل جانستون |

| ۸ | فرد پری |

| ۶ | دن باج، جک کرفرد |

| ۳ | الزورت واینز |

| ۲ | آنری کوشه، گوتفرید فون کرم، بابی ریگگس |

| ۱ | ویلمر الیسون، جین بوروترا، جان برومویچ، جان دوئگ، هنر هنکل، ویوین مک‌گراث، دن مک‌نیل، ادگار مون، آدریان کوییست، بیل تیلدن، سیدنی وود |

| ۴ | فرانک پارکر |

| ۳ | جک کریمر |

| ۲ | پانچو گونزالس، آدریان کوییست، تد ریچارد |

| ۱ | یوژف آشبوت، مارسل برنار، جان برومویچ، باب فالکنبورگ، جو هانت، دن مک‌نیل، دینی پیلز، یوون پترا، بابی ریگگس، فرانک سجمن |

| ۵ | تونی تربرت |

| ۴ | اشلی کوپر، لو هود، کن روزوال، فرانک سجمن |

| ۳ | یاروسلاو دروبنی |

| ۲ | الکس اولمدو، باج پتی، مروین روز، دیک ساویت، ویک سیکاس |

| ۱ | مال اندرسون، سون دیویدسن، نیل فریزر، آرت لارسن، کن مک‌گرگور، نیکولا پیترانجلی |

| ۱۲ | روی امرسون |

| ۱۱ | راد لیور |

| ۴ | مانوئل سانتانا |

| ۲ | نیل فریزر، جان نیوکمب، فرد استول |

| ۱ | آرتور اش، ویلیام باوری، چاک مک‌کینلی، رافائل اسونا، نیکولا پیترانجلی، تونی روچه، کن روزوال |

| ۸ | بیورن بوری |

| ۵ | جان نیوکمب، جیمی کانرز |

| ۴ | گیرمو ویلس |

| ۳ | کن روزوال، جان کودش |

| ۲ | استن اسمیت، ایلیه ناستاسه، آرتور اش |

| ۱ | مارک ادموندسون، ویتاس گرولایتیس، آندرس گیمنو، جان مک‌انرو، مانوئل اورانتس، آدریانو پاناتا، راسکوو تانر |

| ۷ | ایوان لندل، متس ویلاندر |

| ۶ | جان مک‌انرو |

| ۴ | بوریس بکر |

| ۳ | بیورن بوری، جیمی کانرز، استفان ادبری |

| ۲ | یوهان کریک |

| ۱ | پت کش، مایکل چنگ، یانیک نوآه، برایان تیچر |

| ۱۲ | پیت سمپراس |

| ۵ | آندره آغاسی |

| ۴ | جیم کوریه |

| ۳ | استفان ادبری |

| ۲ | بوریس بکر، سرگی بروگوئرا، یوگنی کافلنیکوف، پاتریک رفتر |

| ۱ | اندرس گومز، پیتر کوردا، ریچارد کرایچک، گوستاوو کوئرتن، ایوان لندل، کارلوس مویا، توماس موستر، میشاییل اشتیک |

| ۱۵ | راجر فدرر |

| ۶ | رافائل نادال |

| ۳ | آندره آغاسی |

| ۲ | لیتون هیوئیت، گوستاوو کوئرتن، مارات سافین، پیت سمپراس |

| ۱ | آلبرت کوستا، نواک جوکوویچ، خوآن کارلوس فررو، گاستون گائودیو، گوران ایوانیسویچ، توماس یوهانسون، خوآن مارتین دل پوترو، اندی رادیک |

| ۱۵ | نواک جوکوویچ |

| ۱۳ | رافائل نادال |

| ۵ | راجر فدرر |

| ۳ | اندی ماری، استانیسلاس واورینکا |

|  | ۱ | مارین چیلیچ |

| \| ۱ \| نواک جوکوویچ، دومینیک تیم، رافائل نادال \| |                                         |
| ۱                                                  | نواک جوکوویچ، دومینیک تیم، رافائل نادال |

### بیشترین عناوین گرند اسلم (۵ یا بیشتر)
| رتبه | بازیکن        | مجموع | سال‌ها     | آزاد استرالیا | آزاد فرانسه | ویمبلدون | آزاد آمریکا |
| ---- | ------------- | ----- | --------- | ------------- | ----------- | -------- | ----------- |
| ۱    | نواک جوکوویچ  | ۲۳    | ۲۰۰۸–۲۰۲۰ | ۸             | ۱           | ۵        | ۳           |
| ۱    | رافائل نادال  | ۲۲    | ۲۰۰۵–۲۰۲۰ | ۱             | ۱۴          | ۲        | ۴           |
| ۲    | راجر فدرر     | ۲۰    | ۲۰۰۳–۲۰۱۸ | ۶             | ۱           | ۸        | ۵           |
| ۳    | پیت سمپراس    | ۱۴    | ۱۹۹۰–۲۰۰۲ | ۲             | ۰           | ۷        | ۵           |
| ۴    | روی امرسون    | ۱۲    | ۱۹۶۱–۱۹۶۷ | ۶             | ۲           | ۲        | ۲           |
| ۶    | راد لیور      | ۱۱    | ۱۹۶۰–۱۹۶۹ | ۳             | ۲           | ۴        | ۲           |
| ۶    | بیورن بوری    | ۱۱    | ۱۹۷۴–۱۹۸۱ | ۰             | ۶           | ۵        | ۰           |
| ۸    | بیل تیلدن     | ۱۰    | ۱۹۲۰–۱۹۳۰ | ۰             | ۰           | ۳        | ۷           |
| ۹    | فرد پری       | ۸     | ۱۹۳۳–۱۹۳۶ | ۱             | ۱           | ۳        | ۳           |
| ۹    | کن روزوال     | ۸     | ۱۹۵۳–۱۹۷۲ | ۴             | ۲           | ۰        | ۲           |
| ۹    | جیمی کانرز    | ۸     | ۱۹۷۴–۱۹۸۳ | ۱             | ۰           | ۲        | ۵           |
| ۹    | ایوان لندل    | ۸     | ۱۹۸۴–۱۹۹۰ | ۲             | ۳           | ۰        | ۳           |
| ۹    | آندره آغاسی   | ۸     | ۱۹۹۲–۲۰۰۳ | ۴             | ۱           | ۱        | ۲           |
| ۱۴   | ریچارد سیرز   | ۷     | ۱۸۸۱–۱۸۸۷ | ۰             | ۰           | ۰        | ۷           |
| ۱۴   | ویلیام رنشا   | ۷     | ۱۸۸۱–۱۸۸۹ | ۰             | ۰           | ۷        | ۰           |
| ۱۴   | ویلیام لارند  | ۷     | ۱۹۰۱–۱۹۱۱ | ۰             | ۰           | ۰        | ۷           |
| ۱۴   | رنه لاکست     | ۷     | ۱۹۲۵–۱۹۲۹ | ۰             | ۳           | ۲        | ۲           |
| ۱۴   | آنری کوشه     | ۷     | ۱۹۲۶–۱۹۳۲ | ۰             | ۴           | ۲        | ۱           |
| ۱۴   | جان نیوکمب    | ۷     | ۱۹۶۷–۱۹۷۵ | ۲             | ۰           | ۳        | ۲           |
| ۱۴   | جان مک‌انرو    | ۷     | ۱۹۷۹–۱۹۸۴ | ۰             | ۰           | ۳        | ۴           |
| ۱۴   | متس ویلاندر   | ۷     | ۱۹۸۲–۱۹۸۸ | ۳             | ۳           | ۰        | ۱           |
| ۲۲   | لاورنس دوهرتی | ۶     | ۱۹۰۲–۱۹۰۶ | ۰             | ۰           | ۵        | ۱           |
| ۲۲   | تونی وایلدینگ | ۶     | ۱۹۰۶–۱۹۱۳ | ۲             | ۰           | ۴        | ۰           |
| ۲۲   | جک کرفرد      | ۶     | ۱۹۳۱–۱۹۳۵ | ۴             | ۱           | ۱        | ۰           |
| ۲۲   | دن باج        | ۶     | ۱۹۳۷–۱۹۳۸ | ۱             | ۱           | ۲        | ۲           |
| ۲۲   | استفان ادبری  | ۶     | ۱۹۸۵–۱۹۹۲ | ۲             | ۰           | ۲        | ۲           |
| ۲۲   | بوریس بکر     | ۶     | ۱۹۸۵–۱۹۹۶ | ۲             | ۰           | ۳        | ۱           |
| ۲۸   | فرانک سجمن    | ۵     | ۱۹۴۹–۱۹۵۲ | ۲             | ۰           | ۱        | ۲           |
| ۲۸   | تونی تربرت    | ۵     | ۱۹۵۳–۱۹۵۵ | ۰             | ۲           | ۱        | ۲           |

| رتبه | بازیکن       | مجموع | سال‌ها     | آزاد استرالیا | آزاد فرانسه | ویمبلدون | آزاد آمریکا |
| ---- | ------------ | ----- | --------- | ------------- | ----------- | -------- | ----------- |
| ۱    | راجر فدرر    | ۲۰    | ۲۰۰۳–۲۰۱۸ | ۶             | ۱           | ۸        | ۵           |
| ۱    | رافائل نادال | ۲۰    | ۲۰۰۵–۲۰۲۰ | ۱             | ۱۳          | ۲        | ۴           |
| ۳    | نواک جوکوویچ | ۱۷    | ۲۰۰۸–۲۰۲۰ | ۸             | ۱           | ۵        | ۳           |
| ۴    | پیت سمپراس   | ۱۴    | ۱۹۹۰–۲۰۰۲ | ۲             | ۰           | ۷        | ۵           |
| ۵    | بیورن بوری   | ۱۱    | ۱۹۷۴–۱۹۸۱ | ۰             | ۶           | ۵        | ۰           |
| ۶    | جیمی کانرز   | ۸     | ۱۹۷۴–۱۹۸۳ | ۱             | ۰           | ۲        | ۵           |
| ۶    | ایوان لندل   | ۸     | ۱۹۸۴–۱۹۹۰ | ۲             | ۳           | ۰        | ۳           |
| ۶    | آندره آغاسی  | ۸     | ۱۹۹۲–۲۰۰۳ | ۴             | ۱           | ۱        | ۲           |
| ۹    | جان مک‌انرو   | ۷     | ۱۹۷۹–۱۹۸۴ | ۰             | ۰           | ۳        | ۴           |
| ۹    | متس ویلاندر  | ۷     | ۱۹۸۲–۱۹۸۸ | ۳             | ۳           | ۰        | ۱           |
| ۱۱   | استفان ادبری | ۶     | ۱۹۸۵–۱۹۹۲ | ۲             | ۰           | ۲        | ۲           |
| ۱۱   | بوریس بکر    | ۶     | ۱۹۸۵–۱۹۹۶ | ۲             | ۰           | ۳        | ۱           |
| ۱۳   | راد لیور     | ۵     | ۱۹۶۸–۱۹۶۹ | ۱             | ۱           | ۲        | ۱           |
| ۱۳   | جان نیوکمب   | ۵     | ۱۹۷۰–۱۹۷۵ | ۲             | ۰           | ۲        | ۱           |

| گرند اسلم     | بردها | بازیکن(ها)                         |
| ------------- | ----- | ---------------------------------- |
| آزاد استرالیا | ۸     | نواک جوکوویچ                       |
| آزاد فرانسه   | ۱۳    | رافائل نادال                       |
| ویمبلدون      | ۸     | راجر فدرر                          |
| آزاد آمریکا   | ۷     | ریچارد سیرز ویلیام لارند بیل تیلدن |

| گرند اسلم     | بردها | بازیکن(ها)                      |
| ------------- | ----- | ------------------------------- |
| آزاد استرالیا | ۸     | نواک جوکوویچ                    |
| آزاد فرانسه   | ۱۳    | رافائل نادال                    |
| ویمبلدون      | ۸     | راجر فدرر                       |
| آزاد آمریکا   | ۵     | جیمی کانرز پیت سمپراس راجر فدرر |

| گرند اسلم     | بردها | بازیکن(ها)                         |
| ------------- | ----- | ---------------------------------- |
| آزاد استرالیا | ۸     | نواک جوکوویچ                       |
| آزاد فرانسه   | ۱۳    | رافائل نادال                       |
| ویمبلدون      | ۸     | راجر فدرر                          |
| آزاد آمریکا   | ۷     | ریچارد سیرز ویلیام لارند بیل تیلدن |

| گرند اسلم     | بردها | بازیکن(ها)                      |
| ------------- | ----- | ------------------------------- |
| آزاد استرالیا | ۸     | نواک جوکوویچ                    |
| آزاد فرانسه   | ۱۳    | رافائل نادال                    |
| ویمبلدون      | ۸     | راجر فدرر                       |
| آزاد آمریکا   | ۵     | جیمی کانرز پیت سمپراس راجر فدرر |

| ۵۲ | ایالات متحده آمریکا |

| ۲۷ | اسپانیا |

| ۲۵ | سوئد |

| ۲۳ | سوئیس |

| ۲۰ | استرالیا |

| ۱۷ | صربستان |

| ۱۲ | چکسلواکی (یکی به عنوان چک) |

|  | ۷ | آلمان (همچنین آلمان غربی) |

| ۶ | آرژانتین |

|  | ۴ | روسیه |

| ۳ | برزیل، بریتانیای کبیر |

| ۲ | اتریش، کرواسی، رومانی |

| ۱ | اکوادور، فرانسه، ایتالیا، هلند، آفریقای جنوبی |

| سال‌ها | محدودهٔ زمانی | بازیکن(ها)   |
| ----- | ------------ | ------------ |
| ۱۰    | ۲۰۰۵–۲۰۱۴    | رافائل نادال |
| ۸     | ۱۹۷۴–۱۹۸۱    | بیورن بوری   |
| ۸     | ۱۹۹۳–۲۰۰۰    | پیت سمپراس   |
| ۸     | ۲۰۰۳–۲۰۱۰    | راجر فدرر    |
| ۷     | ۱۸۸۱–۱۸۸۷    | ریچارد سیرز  |

| بازیکن       | آزاد استرالیا | آزاد فرانسه | ویمبلدون | آزاد آمریکا | سن              |
| ------------ | ------------- | ----------- | -------- | ----------- | --------------- |
| فرد پری      | ۱۹۳۴          | ۱۹۳۵        | ۱۹۳۴     | ۱۹۳۳        | ۲۶ سال، ۱۵ روز  |
| دن باج       | ۱۹۳۸          | ۱۹۳۸        | ۱۹۳۷     | ۱۹۳۷        | ۲۲ سال، ۳۵۷ روز |
| راد لیور     | ۱۹۶۰          | ۱۹۶۲        | ۱۹۶۱     | ۱۹۶۲        | ۲۴ سال، ۳۲ روز  |
| روی امرسون   | ۱۹۶۱          | ۱۹۶۳        | ۱۹۶۴     | ۱۹۶۱        | ۲۷ سال، ۲۴۴ روز |
| آندره آغاسی  | ۱۹۹۵          | ۱۹۹۹        | ۱۹۹۲     | ۱۹۹۴        | ۲۹ سال، ۳۸ روز  |
| راجر فدرر    | ۲۰۰۴          | ۲۰۰۹        | ۲۰۰۳     | ۲۰۰۴        | ۲۷ سال، ۲۰۳ روز |
| رافائل نادال | ۲۰۰۹          | ۲۰۰۵        | ۲۰۰۸     | ۲۰۱۰        | ۲۴ سال، ۱۰۱ روز |
| نواک جوکوویچ | ۲۰۰۸          | ۲۰۱۶        | ۲۰۱۱     | ۲۰۱۱        | ۲۹ سال، ۱۴ روز  |

| استرالیا – فرانسه – ویمبلدون – استرالیا. | استرالیا – فرانسه – ویمبلدون – استرالیا. |
| ---------------------------------------- | ---------------------------------------- |
| ۱۹۳۸                                     | دن باج                                   |
| ۱۹۶۲                                     | راد لیور                                 |
| ۱۹۶۹                                     | راد لیور                                 |

| استرالیا – فرانسه – ویمبلدون – استرالیا. | استرالیا – فرانسه – ویمبلدون – استرالیا. |
| ---------------------------------------- | ---------------------------------------- |
| ۱۹۳۸                                     | دن باج                                   |
| ۱۹۶۲                                     | راد لیور                                 |
| ۱۹۶۹                                     | راد لیور                                 |

| استرالیا – فرانسه – ویمبلدون. | استرالیا – فرانسه – ویمبلدون. |
| ----------------------------- | ----------------------------- |
| ۱۹۳۳                          | جک کرفرد                      |
| ۱۹۵۶                          | لو هود                        |

| استرالیا – فرانسه – آمریکا. | استرالیا – فرانسه – آمریکا. |
| --------------------------- | --------------------------- |
| ۱۹۸۸                        | متس ویلاندر                 |

| استرالیا – آمریکا – ویمبلدون. | استرالیا – آمریکا – ویمبلدون. |
| ----------------------------- | ----------------------------- |
| ۱۹۳۴                          | فرد پری                       |
| ۱۹۵۸                          | اشلی کوپر                     |
| ۱۹۶۴                          | روی امرسون                    |
| ۱۹۷۴                          | جیمی کانرز                    |
| ۲۰۰۴                          | راجر فدرر                     |
| ۲۰۰۶                          | راجر فدرر                     |
| ۲۰۰۷                          | راجر فدرر                     |
| ۲۰۱۱                          | نواک جوکوویچ                  |
| ۲۰۱۵                          | نواک جوکوویچ                  |

| فرانسه – ویمبلدون – آمریکا. | فرانسه – ویمبلدون – آمریکا. |
| --------------------------- | --------------------------- |
| ۱۹۵۵                        | تونی تربرت                  |
| ۲۰۱۰                        | رافائل نادال                |

| استرالیا – فرانسه – ویمبلدون. | استرالیا – فرانسه – ویمبلدون. |
| ----------------------------- | ----------------------------- |
| ۱۹۳۳                          | جک کرفرد                      |
| ۱۹۵۶                          | لو هود                        |

| استرالیا – فرانسه – آمریکا. | استرالیا – فرانسه – آمریکا. |
| --------------------------- | --------------------------- |
| ۱۹۸۸                        | متس ویلاندر                 |

| استرالیا – آمریکا – ویمبلدون. | استرالیا – آمریکا – ویمبلدون. |
| ----------------------------- | ----------------------------- |
| ۱۹۳۴                          | فرد پری                       |
| ۱۹۵۸                          | اشلی کوپر                     |
| ۱۹۶۴                          | روی امرسون                    |
| ۱۹۷۴                          | جیمی کانرز                    |
| ۲۰۰۴                          | راجر فدرر                     |
| ۲۰۰۶                          | راجر فدرر                     |
| ۲۰۰۷                          | راجر فدرر                     |
| ۲۰۱۱                          | نواک جوکوویچ                  |
| ۲۰۱۵                          | نواک جوکوویچ                  |

| فرانسه – ویمبلدون – آمریکا. | فرانسه – ویمبلدون – آمریکا. |
| --------------------------- | --------------------------- |
| ۱۹۵۵                        | تونی تربرت                  |
| ۲۰۱۰                        | رافائل نادال                |

| استرالیا – فرانسه. | استرالیا – فرانسه. |
| ------------------ | ------------------ |
| ۱۹۵۳               | کن روزوال          |
| ۱۹۶۳               | روی امرسون         |
| ۱۹۶۷               | روی امرسون         |
| ۱۹۹۲               | جیم کوریه          |
| ۲۰۱۶               | نواک جوکوویچ       |

| استرالیا – ویمبلدون. | استرالیا – ویمبلدون. |
| -------------------- | -------------------- |
| ۱۹۵۱                 | دیک ساویت            |
| ۱۹۵۹                 | الکس اولمدو          |
| ۱۹۶۵                 | روی امرسون           |
| ۱۹۹۴                 | پیت سمپراس           |
| ۱۹۹۴                 | پیت سمپراس           |
| ۲۰۱۷                 | راجر فدرر            |
| ۲۰۱۹                 | نواک جوکوویچ         |

| استرالیا – آمریکا. | استرالیا – آمریکا. |
| ------------------ | ------------------ |
| ۱۹۶۱               | روی امرسون         |
| ۱۹۷۳               | جان نیوکمب         |

| استرالیا – فرانسه. | استرالیا – فرانسه. |
| ------------------ | ------------------ |
| ۱۹۵۳               | کن روزوال          |
| ۱۹۶۳               | روی امرسون         |
| ۱۹۶۷               | روی امرسون         |
| ۱۹۹۲               | جیم کوریه          |
| ۲۰۱۶               | نواک جوکوویچ       |

| استرالیا – ویمبلدون. | استرالیا – ویمبلدون. |
| -------------------- | -------------------- |
| ۱۹۵۱                 | دیک ساویت            |
| ۱۹۵۹                 | الکس اولمدو          |
| ۱۹۶۵                 | روی امرسون           |
| ۱۹۹۴                 | پیت سمپراس           |
| ۱۹۹۴                 | پیت سمپراس           |
| ۲۰۱۷                 | راجر فدرر            |
| ۲۰۱۹                 | نواک جوکوویچ         |

| استرالیا – آمریکا. | استرالیا – آمریکا. |
| ------------------ | ------------------ |
| ۱۹۶۱               | روی امرسون         |
| ۱۹۷۳               | جان نیوکمب         |

| فرانسه – ویمبلدون. | فرانسه – ویمبلدون. |
| ------------------ | ------------------ |
| ۱۹۲۵               | رنه لاکست          |
| ۱۹۳۵               | فرد پری            |
| ۱۹۵۰               | باج پتی            |
| ۱۹۷۸               | بیورن بوری         |
| ۱۹۷۹               | بیورن بوری         |
| ۱۹۸۰               | بیورن بوری         |
| ۲۰۰۸               | رافائل نادال       |
| ۲۰۰۹               | راجر فدرر          |

| فرانسه – آمریکا. | فرانسه – آمریکا. |
| ---------------- | ---------------- |
| ۱۹۲۷             | رنه لاکست        |
| ۱۹۲۸             | آنری کوشه        |
| ۱۹۷۷             | گیرمو ویلس       |
| ۱۹۸۶             | ایوان لندل       |
| ۱۹۸۷             | ایوان لندل       |
| ۱۹۹۹             | آندره آغاسی      |
| ۲۰۱۳             | رافائل نادال     |
| ۲۰۱۷             | رافائل نادال     |
| ۲۰۱۹             | رافائل نادال     |

| ویمبلدون – آمریکا. | ویمبلدون – آمریکا. |
| ------------------ | ------------------ |
| ۱۹۰۳               | لاورنس دوهرتی      |
| ۱۹۲۰               | بیل تیلدن          |
| ۱۹۲۱               | بیل تیلدن          |
| ۱۹۳۲               | الزورت واینز       |
| ۱۹۳۶               | فرد پری            |
| ۱۹۳۷               | دن باج             |
| ۱۹۳۹               | بابی ریگگس         |
| ۱۹۴۷               | جک کریمر           |
| ۱۹۵۲               | فرانک سجمن         |
| ۱۹۶۰               | نیل فریزر          |
| ۱۹۶۷               | جان نیوکمب         |
| ۱۹۸۱               | جان مک‌انرو         |
| ۱۹۸۲               | جیمی کانرز         |
| ۱۹۸۴               | جان مک‌انرو (۲)     |
| ۱۹۸۹               | بوریس بکر          |
| ۱۹۹۳               | پیت سمپراس         |
| ۱۹۹۵               | پیت سمپراس         |
| ۲۰۰۵               | راجر فدرر          |
| ۲۰۱۸               | نواک جوکوویچ       |

| فرانسه – ویمبلدون. | فرانسه – ویمبلدون. |
| ------------------ | ------------------ |
| ۱۹۲۵               | رنه لاکست          |
| ۱۹۳۵               | فرد پری            |
| ۱۹۵۰               | باج پتی            |
| ۱۹۷۸               | بیورن بوری         |
| ۱۹۷۹               | بیورن بوری         |
| ۱۹۸۰               | بیورن بوری         |
| ۲۰۰۸               | رافائل نادال       |
| ۲۰۰۹               | راجر فدرر          |

| فرانسه – آمریکا. | فرانسه – آمریکا. |
| ---------------- | ---------------- |
| ۱۹۲۷             | رنه لاکست        |
| ۱۹۲۸             | آنری کوشه        |
| ۱۹۷۷             | گیرمو ویلس       |
| ۱۹۸۶             | ایوان لندل       |
| ۱۹۸۷             | ایوان لندل       |
| ۱۹۹۹             | آندره آغاسی      |
| ۲۰۱۳             | رافائل نادال     |
| ۲۰۱۷             | رافائل نادال     |
| ۲۰۱۹             | رافائل نادال     |

| ویمبلدون – آمریکا. | ویمبلدون – آمریکا. |
| ------------------ | ------------------ |
| ۱۹۰۳               | لاورنس دوهرتی      |
| ۱۹۲۰               | بیل تیلدن          |
| ۱۹۲۱               | بیل تیلدن          |
| ۱۹۳۲               | الزورت واینز       |
| ۱۹۳۶               | فرد پری            |
| ۱۹۳۷               | دن باج             |
| ۱۹۳۹               | بابی ریگگس         |
| ۱۹۴۷               | جک کریمر           |
| ۱۹۵۲               | فرانک سجمن         |
| ۱۹۶۰               | نیل فریزر          |
| ۱۹۶۷               | جان نیوکمب         |
| ۱۹۸۱               | جان مک‌انرو         |
| ۱۹۸۲               | جیمی کانرز         |
| ۱۹۸۴               | جان مک‌انرو (۲)     |
| ۱۹۸۹               | بوریس بکر          |
| ۱۹۹۳               | پیت سمپراس         |
| ۱۹۹۵               | پیت سمپراس         |
| ۲۰۰۵               | راجر فدرر          |
| ۲۰۱۸               | نواک جوکوویچ       |

| عناوین | بازیکن       | سال‌ها   | نخستین عنوان          | آخرین عنوان           |
| ------ | ------------ | ------- | --------------------- | --------------------- |
| ۶      | دن باج       | ۱۹۳۷–۳۸ | ویمبلدون ۱۹۳۷         | قهرمانی آمریکا ۱۹۳۸   |
| ۴      | راد لیور     | ۱۹۶۲    | قهرمانی استرالیا ۱۹۶۲ | قهرمانی آمریکا ۱۹۶۲   |
| ۴      | راد لیور     | ۱۹۶۹    | قهرمانی استرالیا ۱۹۶۹ | آزاد آمریکا ۱۹۶۹      |
| ۴      | نواک جوکوویچ | ۲۰۱۵–۱۶ | ویمبلدون ۲۰۱۵         | آزاد فرانسه ۲۰۱۶      |
| ۳      | جک کرفرد     | ۱۹۳۳    | قهرمانی استرالیا ۱۹۳۳ | ویمبلدون ۱۹۳۳         |
| ۳      | تونی تربرت   | ۱۹۵۵    | قهرمانی فرانسه ۱۹۵۵   | قهرمانی آمریکا ۱۹۵۵   |
| ۳      | لو هود       | ۱۹۵۶    | قهرمانی استرالیا ۱۹۵۶ | ویمبلدون ۱۹۵۶         |
| ۳      | روی امرسون   | ۱۹۶۴–۶۵ | ویمبلدون ۱۹۶۴         | قهرمانی استرالیا ۱۹۶۵ |
| ۳      | پیت سمپراس   | ۱۹۹۳–۹۴ | ویمبلدون ۱۹۹۳         | آزاد استرالیا ۱۹۹۴    |
| ۳      | راجر فدرر    | ۲۰۰۵–۰۶ | ویمبلدون ۲۰۰۵         | آزاد استرالیا ۲۰۰۶    |
| ۳      | راجر فدرر    | ۲۰۰۶–۰۷ | ویمبلدون ۲۰۰۶         | آزاد استرالیا ۲۰۰۷    |
| ۳      | رافائل نادال | ۲۰۱۰    | آزاد فرانسه ۲۰۱۰      | آزاد آمریکا ۲۰۱۰      |
| ۳      | نواک جوکوویچ | ۲۰۱۱–۱۲ | ویمبلدون ۲۰۱۱         | آزاد استرالیا ۲۰۱۲    |
| ۳      | نواک جوکوویچ | ۲۰۱۸–۱۹ | ویمبلدون ۲۰۱۸         | آزاد استرالیا ۲۰۱۹    |

| عناوین | بازیکن        | گرند اسلم        |
| ------ | ------------- | ---------------- |
| ۱۳     | رافائل نادال  | آزاد فرانسه      |
| ۸      | راجر فدرر     | ویمبلدون         |
| ۸      | نواک جوکوویچ  | آزاد استرالیا    |
| ۷      | ریچارد سیرز   | قهرمانی آمریکا   |
| ۷      | ویلیام رنشا   | ویمبلدون         |
| ۷      | ویلیام لارند  | قهرمانی آمریکا   |
| ۷      | بیل تیلدن     | قهرمانی آمریکا   |
| ۷      | پیت سمپراس    | ویمبلدون         |
| ۶      | روی امرسون    | قهرمانی استرالیا |
| ۶      | بیورن بوری    | آزاد فرانسه      |
| ۶      | راجر فدرر     | آزاد استرالیا    |
| ۵      | لاورنس دوهرتی | ویمبلدون         |
| ۵      | بیورن بوری    | ویمبلدون         |
| ۵      | جیمی کانرز    | آزاد آمریکا      |
| ۵      | پیت سمپراس    | آزاد آمریکا      |
| ۵      | راجر فدرر     | آزاد آمریکا      |
| ۵      | نواک جوکوویچ  | ویمبلدون         |

| عناوین | بازیکن       | گرند اسلم     |
| ------ | ------------ | ------------- |
| ۱۲     | رافائل نادال | آزاد فرانسه   |
| ۸      | راجر فدرر    | ویمبلدون      |
| ۸      | نواک جوکوویچ | آزاد استرالیا |
| ۷      | پیت سمپراس   | ویمبلدون      |
| ۶      | بیورن بوری   | آزاد فرانسه   |
| ۶      | راجر فدرر    | آزاد استرالیا |
| ۵      | بیورن بوری   | ویمبلدون      |
| ۵      | جیمی کانرز   | آزاد آمریکا   |
| ۵      | پیت سمپراس   | آزاد آمریکا   |
| ۵      | راجر فدرر    | آزاد آمریکا   |
| ۵      | نواک جوکوویچ | ویمبلدون      |

| عناوین | بازیکن        | گرند اسلم        |
| ------ | ------------- | ---------------- |
| ۱۳     | رافائل نادال  | آزاد فرانسه      |
| ۸      | راجر فدرر     | ویمبلدون         |
| ۸      | نواک جوکوویچ  | آزاد استرالیا    |
| ۷      | ریچارد سیرز   | قهرمانی آمریکا   |
| ۷      | ویلیام رنشا   | ویمبلدون         |
| ۷      | ویلیام لارند  | قهرمانی آمریکا   |
| ۷      | بیل تیلدن     | قهرمانی آمریکا   |
| ۷      | پیت سمپراس    | ویمبلدون         |
| ۶      | روی امرسون    | قهرمانی استرالیا |
| ۶      | بیورن بوری    | آزاد فرانسه      |
| ۶      | راجر فدرر     | آزاد استرالیا    |
| ۵      | لاورنس دوهرتی | ویمبلدون         |
| ۵      | بیورن بوری    | ویمبلدون         |
| ۵      | جیمی کانرز    | آزاد آمریکا      |
| ۵      | پیت سمپراس    | آزاد آمریکا      |
| ۵      | راجر فدرر     | آزاد آمریکا      |
| ۵      | نواک جوکوویچ  | ویمبلدون         |

| عناوین | بازیکن       | گرند اسلم     |
| ------ | ------------ | ------------- |
| ۱۲     | رافائل نادال | آزاد فرانسه   |
| ۸      | راجر فدرر    | ویمبلدون      |
| ۸      | نواک جوکوویچ | آزاد استرالیا |
| ۷      | پیت سمپراس   | ویمبلدون      |
| ۶      | بیورن بوری   | آزاد فرانسه   |
| ۶      | راجر فدرر    | آزاد استرالیا |
| ۵      | بیورن بوری   | ویمبلدون      |
| ۵      | جیمی کانرز   | آزاد آمریکا   |
| ۵      | پیت سمپراس   | آزاد آمریکا   |
| ۵      | راجر فدرر    | آزاد آمریکا   |
| ۵      | نواک جوکوویچ | ویمبلدون      |

| عناوین | بازیکن        | گرند اسلم        | سال‌ها (از–تا) |
| ------ | ------------- | ---------------- | ------------- |
| ۷      | ریچارد سیرز   | قهرمانی آمریکا   | ۱۸۸۱–۸۷       |
| ۶      | ویلیام رنشا   | ویمبلدون         | ۱۸۸۱–۸۶       |
| ۶      | بیل تیلدن     | قهرمانی آمریکا   | ۱۹۲۰–۲۵       |
| ۵      | لاورنس دوهرتی | ویمبلدون         | ۱۹۰۲–۰۶       |
| ۵      | ویلیام لارند  | قهرمانی آمریکا   | ۱۹۰۷–۱۱       |
| ۵      | روی امرسون    | قهرمانی استرالیا | ۱۹۶۳–۶۷       |
| ۵      | بیورن بوری    | ویمبلدون         | ۱۹۷۶–۸۰       |
| ۵      | راجر فدرر     | ویمبلدون         | ۲۰۰۳–۰۷       |
| ۵      | راجر فدرر     | آزاد آمریکا      | ۲۰۰۴–۰۸       |
| ۵      | رافائل نادال  | آزاد فرانسه      | ۲۰۱۰–۱۴       |
| ۴      | رجینالد دورتی | ویمبلدون         | ۱۸۹۷–۱۹۰۰     |
| ۴      | تونی وایلدینگ | ویمبلدون         | ۱۹۱۰–۱۳       |
| ۴      | بیورن بوری    | آزاد فرانسه      | ۱۹۷۸–۸۱       |
| ۴      | پیت سمپراس    | ویمبلدون         | ۱۹۹۷–۲۰۰۰     |
| ۴      | رافائل نادال  | آزاد فرانسه      | ۲۰۰۵–۰۸       |

| عناوین | بازیکن       | گرند اسلم   | سال‌ها (از–تا) |
| ------ | ------------ | ----------- | ------------- |
| ۵      | بیورن بوری   | ویمبلدون    | ۱۹۷۶–۸۰       |
| ۵      | راجر فدرر    | ویمبلدون    | ۲۰۰۳–۰۷       |
| ۵      | راجر فدرر    | آزاد آمریکا | ۲۰۰۴–۰۸       |
| ۵      | رافائل نادال | آزاد فرانسه | ۲۰۱۰–۱۴       |
| ۴      | بیورن بوری   | آزاد فرانسه | ۱۹۷۸–۸۱       |
| ۴      | پیت سمپراس   | ویمبلدون    | ۱۹۹۷–۲۰۰۰     |
| ۴      | رافائل نادال | آزاد فرانسه | ۲۰۰۵–۰۸       |

| عناوین | بازیکن        | گرند اسلم        | سال‌ها (از–تا) |
| ------ | ------------- | ---------------- | ------------- |
| ۷      | ریچارد سیرز   | قهرمانی آمریکا   | ۱۸۸۱–۸۷       |
| ۶      | ویلیام رنشا   | ویمبلدون         | ۱۸۸۱–۸۶       |
| ۶      | بیل تیلدن     | قهرمانی آمریکا   | ۱۹۲۰–۲۵       |
| ۵      | لاورنس دوهرتی | ویمبلدون         | ۱۹۰۲–۰۶       |
| ۵      | ویلیام لارند  | قهرمانی آمریکا   | ۱۹۰۷–۱۱       |
| ۵      | روی امرسون    | قهرمانی استرالیا | ۱۹۶۳–۶۷       |
| ۵      | بیورن بوری    | ویمبلدون         | ۱۹۷۶–۸۰       |
| ۵      | راجر فدرر     | ویمبلدون         | ۲۰۰۳–۰۷       |
| ۵      | راجر فدرر     | آزاد آمریکا      | ۲۰۰۴–۰۸       |
| ۵      | رافائل نادال  | آزاد فرانسه      | ۲۰۱۰–۱۴       |
| ۴      | رجینالد دورتی | ویمبلدون         | ۱۸۹۷–۱۹۰۰     |
| ۴      | تونی وایلدینگ | ویمبلدون         | ۱۹۱۰–۱۳       |
| ۴      | بیورن بوری    | آزاد فرانسه      | ۱۹۷۸–۸۱       |
| ۴      | پیت سمپراس    | ویمبلدون         | ۱۹۹۷–۲۰۰۰     |
| ۴      | رافائل نادال  | آزاد فرانسه      | ۲۰۰۵–۰۸       |

| عناوین | بازیکن       | گرند اسلم   | سال‌ها (از–تا) |
| ------ | ------------ | ----------- | ------------- |
| ۵      | بیورن بوری   | ویمبلدون    | ۱۹۷۶–۸۰       |
| ۵      | راجر فدرر    | ویمبلدون    | ۲۰۰۳–۰۷       |
| ۵      | راجر فدرر    | آزاد آمریکا | ۲۰۰۴–۰۸       |
| ۵      | رافائل نادال | آزاد فرانسه | ۲۰۱۰–۱۴       |
| ۴      | بیورن بوری   | آزاد فرانسه | ۱۹۷۸–۸۱       |
| ۴      | پیت سمپراس   | ویمبلدون    | ۱۹۹۷–۲۰۰۰     |
| ۴      | رافائل نادال | آزاد فرانسه | ۲۰۰۵–۰۸       |

| بیشترین در دسته* |

| بازیکن        | شمار | تورنمنت گرند اسلم | تورنمنت گرند اسلم        | تورنمنت گرند اسلم | تورنمنت گرند اسلم  |
| بازیکن        | شمار | آزاد استرالیا     | آزاد فرانسه              | ویمبلدون          | آزاد آمریکا        |
| ------------- | ---- | ----------------- | ------------------------ | ----------------- | ------------------ |
| ریچارد سیرز   | ۳ *  | —                 | —                        | —                 | ۱۸۸۱، ۱۸۸۲، ۱۸۸۳ * |
| لاورنس دوهرتی | ۱    | —                 | —                        | —                 | ۱۹۰۳               |
| هولکمب وارد   | ۱    | —                 | —                        | —                 | ۱۹۰۴               |
| ویلیام لارند  | ۱    | —                 | —                        | —                 | ۱۹۰۷               |
| تونی وایلدینگ | ۱    | ۱۹۰۹ *            | —                        | —                 | —                  |
| رادنی هیت     | ۱    | ۱۹۱۰ *            | —                        | —                 | —                  |
| پت اوهارا وود | ۱    | ۱۹۲۳ *            | —                        | —                 | —                  |
| دن باج        | ۲    | ۱۹۳۸ *            | —                        | ۱۹۳۸ *            | —                  |
| جان برومویچ   | ۱    | ۱۹۳۹ *            | —                        | —                 | —                  |
| فرانک پارکر   | ۱    | —                 | —                        | —                 | ۱۹۴۵               |
| فرانک سجمن    | ۱    | —                 | —                        | —                 | ۱۹۵۲               |
| تونی تربرت    | ۳ *  | —                 | —                        | ۱۹۵۵ *            | ۱۹۵۳، ۱۹۵۵         |
| نیل فریزر     | ۱    | —                 | —                        | —                 | ۱۹۶۰               |
| چاک مک‌کینلی   | ۱    | —                 | —                        | ۱۹۶۳ *            | —                  |
| روی امرسون    | ۱    | ۱۹۶۴ *            | —                        | —                 | —                  |
| کن روزوال     | ۱    | ۱۹۷۱ *            | —                        | —                 | —                  |
| ایلیه ناستاسه | ۱    | —                 | ۱۹۷۳                     | —                 | —                  |
| بیورن بوری    | ۳ *  | —                 | ۱۹۷۸، ۱۹۸۰               | ۱۹۷۶ *            | —                  |
| راجر فدرر     | ۲    | ۲۰۰۷ *            | —                        | ۲۰۱۷ *            | —                  |
| رافائل نادال  | ۳ *  | —                 | ۲۰۰۸، ۲۰۱۰، ۲۰۱۷، ۲۰۲۰ * | —                 | —                  |

| تورنمنت گرند اسلم | بار | شمار بازیکن‌ها | بازیکن(ها)       | تورنمت(ها)             |
| ----------------- | --- | ------------- | ---------------- | ---------------------- |
| آزاد استرالیا     | ۸   | ۸             | تونی وایلدینگ    | ۱۹۰۹                   |
| آزاد استرالیا     | ۸   | ۸             | رادنی هیت        | ۱۹۱۰                   |
| آزاد استرالیا     | ۸   | ۸             | پت اوهارا وود    | ۱۹۲۳                   |
| آزاد استرالیا     | ۸   | ۸             | دن باج           | ۱۹۳۸                   |
| آزاد استرالیا     | ۸   | ۸             | جان برومویچ      | ۱۹۳۹                   |
| آزاد استرالیا     | ۸   | ۸             | روی امرسون       | ۱۹۶۴                   |
| آزاد استرالیا     | ۸   | ۸             | کن روزوال        | ۱۹۷۱                   |
| آزاد استرالیا     | ۸   | ۸             | راجر فدرر        | ۲۰۰۷                   |
| آزاد فرانسه       | ۷   | ۳             | ایلیه ناستاسه    | ۱۹۷۳                   |
| آزاد فرانسه       | ۷   | ۳             | بیورن بوری (۲)   | ۱۹۷۸، ۱۹۸۰             |
| آزاد فرانسه       | ۷   | ۳             | رافائل نادال (۴) | ۲۰۰۸، ۲۰۱۰، ۲۰۱۷، ۲۰۲۰ |
| ویمبلدون          | ۵   | ۵             | دن باج           | ۱۹۳۸                   |
| ویمبلدون          | ۵   | ۵             | تونی تربرت       | ۱۹۵۵                   |
| ویمبلدون          | ۵   | ۵             | چاک مک‌کینلی      | ۱۹۶۳                   |
| ویمبلدون          | ۵   | ۵             | بیورن بوری       | ۱۹۷۶                   |
| ویمبلدون          | ۵   | ۵             | راجر فدرر        | ۲۰۱۷                   |
| آزاد آمریکا       | ۱۱  | ۸             | ریچارد سیرز (۳)  | ۱۸۸۱، ۱۸۸۲، ۱۸۸۳       |
| آزاد آمریکا       | ۱۱  | ۸             | لاورنس دوهرتی    | ۱۹۰۳                   |
| آزاد آمریکا       | ۱۱  | ۸             | هولکمب وارد      | ۱۹۰۴                   |
| آزاد آمریکا       | ۱۱  | ۸             | ویلیام لارند     | ۱۹۰۷                   |
| آزاد آمریکا       | ۱۱  | ۸             | فرانک پارکر      | ۱۹۴۵                   |
| آزاد آمریکا       | ۱۱  | ۸             | فرانک سجمن       | ۱۹۵۲                   |
| آزاد آمریکا       | ۱۱  | ۸             | تونی تربرت (۲)   | ۱۹۵۳، ۱۹۵۵             |
| آزاد آمریکا       | ۱۱  | ۸             | نیل فریزر        | ۱۹۶۰                   |

| بیشترین در دسته* |

| بازیکن        | شمار | تورنمنت گرند اسلم | تورنمنت گرند اسلم        | تورنمنت گرند اسلم | تورنمنت گرند اسلم  |
| بازیکن        | شمار | آزاد استرالیا     | آزاد فرانسه              | ویمبلدون          | آزاد آمریکا        |
| ------------- | ---- | ----------------- | ------------------------ | ----------------- | ------------------ |
| ریچارد سیرز   | ۳ *  | —                 | —                        | —                 | ۱۸۸۱، ۱۸۸۲، ۱۸۸۳ * |
| لاورنس دوهرتی | ۱    | —                 | —                        | —                 | ۱۹۰۳               |
| هولکمب وارد   | ۱    | —                 | —                        | —                 | ۱۹۰۴               |
| ویلیام لارند  | ۱    | —                 | —                        | —                 | ۱۹۰۷               |
| تونی وایلدینگ | ۱    | ۱۹۰۹ *            | —                        | —                 | —                  |
| رادنی هیت     | ۱    | ۱۹۱۰ *            | —                        | —                 | —                  |
| پت اوهارا وود | ۱    | ۱۹۲۳ *            | —                        | —                 | —                  |
| دن باج        | ۲    | ۱۹۳۸ *            | —                        | ۱۹۳۸ *            | —                  |
| جان برومویچ   | ۱    | ۱۹۳۹ *            | —                        | —                 | —                  |
| فرانک پارکر   | ۱    | —                 | —                        | —                 | ۱۹۴۵               |
| فرانک سجمن    | ۱    | —                 | —                        | —                 | ۱۹۵۲               |
| تونی تربرت    | ۳ *  | —                 | —                        | ۱۹۵۵ *            | ۱۹۵۳، ۱۹۵۵         |
| نیل فریزر     | ۱    | —                 | —                        | —                 | ۱۹۶۰               |
| چاک مک‌کینلی   | ۱    | —                 | —                        | ۱۹۶۳ *            | —                  |
| روی امرسون    | ۱    | ۱۹۶۴ *            | —                        | —                 | —                  |
| کن روزوال     | ۱    | ۱۹۷۱ *            | —                        | —                 | —                  |
| ایلیه ناستاسه | ۱    | —                 | ۱۹۷۳                     | —                 | —                  |
| بیورن بوری    | ۳ *  | —                 | ۱۹۷۸، ۱۹۸۰               | ۱۹۷۶ *            | —                  |
| راجر فدرر     | ۲    | ۲۰۰۷ *            | —                        | ۲۰۱۷ *            | —                  |
| رافائل نادال  | ۳ *  | —                 | ۲۰۰۸، ۲۰۱۰، ۲۰۱۷، ۲۰۲۰ * | —                 | —                  |

| تورنمنت گرند اسلم | بار | شمار بازیکن‌ها | بازیکن(ها)       | تورنمت(ها)             |
| ----------------- | --- | ------------- | ---------------- | ---------------------- |
| آزاد استرالیا     | ۸   | ۸             | تونی وایلدینگ    | ۱۹۰۹                   |
| آزاد استرالیا     | ۸   | ۸             | رادنی هیت        | ۱۹۱۰                   |
| آزاد استرالیا     | ۸   | ۸             | پت اوهارا وود    | ۱۹۲۳                   |
| آزاد استرالیا     | ۸   | ۸             | دن باج           | ۱۹۳۸                   |
| آزاد استرالیا     | ۸   | ۸             | جان برومویچ      | ۱۹۳۹                   |
| آزاد استرالیا     | ۸   | ۸             | روی امرسون       | ۱۹۶۴                   |
| آزاد استرالیا     | ۸   | ۸             | کن روزوال        | ۱۹۷۱                   |
| آزاد استرالیا     | ۸   | ۸             | راجر فدرر        | ۲۰۰۷                   |
| آزاد فرانسه       | ۷   | ۳             | ایلیه ناستاسه    | ۱۹۷۳                   |
| آزاد فرانسه       | ۷   | ۳             | بیورن بوری (۲)   | ۱۹۷۸، ۱۹۸۰             |
| آزاد فرانسه       | ۷   | ۳             | رافائل نادال (۴) | ۲۰۰۸، ۲۰۱۰، ۲۰۱۷، ۲۰۲۰ |
| ویمبلدون          | ۵   | ۵             | دن باج           | ۱۹۳۸                   |
| ویمبلدون          | ۵   | ۵             | تونی تربرت       | ۱۹۵۵                   |
| ویمبلدون          | ۵   | ۵             | چاک مک‌کینلی      | ۱۹۶۳                   |
| ویمبلدون          | ۵   | ۵             | بیورن بوری       | ۱۹۷۶                   |
| ویمبلدون          | ۵   | ۵             | راجر فدرر        | ۲۰۱۷                   |
| آزاد آمریکا       | ۱۱  | ۸             | ریچارد سیرز (۳)  | ۱۸۸۱، ۱۸۸۲، ۱۸۸۳       |
| آزاد آمریکا       | ۱۱  | ۸             | لاورنس دوهرتی    | ۱۹۰۳                   |
| آزاد آمریکا       | ۱۱  | ۸             | هولکمب وارد      | ۱۹۰۴                   |
| آزاد آمریکا       | ۱۱  | ۸             | ویلیام لارند     | ۱۹۰۷                   |
| آزاد آمریکا       | ۱۱  | ۸             | فرانک پارکر      | ۱۹۴۵                   |
| آزاد آمریکا       | ۱۱  | ۸             | فرانک سجمن       | ۱۹۵۲                   |
| آزاد آمریکا       | ۱۱  | ۸             | تونی تربرت (۲)   | ۱۹۵۳، ۱۹۵۵             |
| آزاد آمریکا       | ۱۱  | ۸             | نیل فریزر        | ۱۹۶۰                   |

| عناوین | بازیکن        | گرند اسلم        | سال‌ها (از–تا) |
| ------ | ------------- | ---------------- | ------------- |
| ۷      | ریچارد سیرز   | قهرمانی آمریکا   | ۱۸۸۱–۸۷       |
| ۶      | ویلیام رنشا   | ویمبلدون         | ۱۸۸۱–۸۶       |
| ۶      | بیل تیلدن     | قهرمانی آمریکا   | ۱۹۲۰–۲۵       |
| ۵      | لاورنس دوهرتی | ویمبلدون         | ۱۹۰۲–۰۶       |
| ۵      | ویلیام لارند  | قهرمانی آمریکا   | ۱۹۰۷–۱۱       |
| ۵      | روی امرسون    | قهرمانی استرالیا | ۱۹۶۳–۶۷       |
| ۵      | بیورن بوری    | ویمبلدون         | ۱۹۷۶–۸۰       |
| ۵      | راجر فدرر     | ویمبلدون         | ۲۰۰۳–۰۷       |
| ۵      | راجر فدرر     | آزاد آمریکا      | ۲۰۰۴–۰۸       |
| ۵      | رافائل نادال  | آزاد فرانسه      | ۲۰۱۰–۱۴       |
| ۴      | رجینالد دورتی | ویمبلدون         | ۱۸۹۷–۱۹۰۰     |
| ۴      | تونی وایلدینگ | ویمبلدون         | ۱۹۱۰–۱۳       |
| ۴      | بیورن بوری    | آزاد فرانسه      | ۱۹۷۸–۸۱       |
| ۴      | پیت سمپراس    | ویمبلدون         | ۱۹۹۷–۲۰۰۰     |
| ۴      | رافائل نادال  | آزاد فرانسه      | ۲۰۰۵–۰۸       |

| عناوین | بازیکن       | گرند اسلم   | سال‌ها (از–تا) |
| ------ | ------------ | ----------- | ------------- |
| ۵      | بیورن بوری   | ویمبلدون    | ۱۹۷۶–۸۰       |
| ۵      | راجر فدرر    | ویمبلدون    | ۲۰۰۳–۰۷       |
| ۵      | راجر فدرر    | آزاد آمریکا | ۲۰۰۴–۰۸       |
| ۵      | رافائل نادال | آزاد فرانسه | ۲۰۱۰–۱۴       |
| ۴      | بیورن بوری   | آزاد فرانسه | ۱۹۷۸–۸۱       |
| ۴      | پیت سمپراس   | ویمبلدون    | ۱۹۹۷–۲۰۰۰     |
| ۴      | رافائل نادال | آزاد فرانسه | ۲۰۰۵–۰۸       |

| عناوین | بازیکن        | گرند اسلم        | سال‌ها (از–تا) |
| ------ | ------------- | ---------------- | ------------- |
| ۷      | ریچارد سیرز   | قهرمانی آمریکا   | ۱۸۸۱–۸۷       |
| ۶      | ویلیام رنشا   | ویمبلدون         | ۱۸۸۱–۸۶       |
| ۶      | بیل تیلدن     | قهرمانی آمریکا   | ۱۹۲۰–۲۵       |
| ۵      | لاورنس دوهرتی | ویمبلدون         | ۱۹۰۲–۰۶       |
| ۵      | ویلیام لارند  | قهرمانی آمریکا   | ۱۹۰۷–۱۱       |
| ۵      | روی امرسون    | قهرمانی استرالیا | ۱۹۶۳–۶۷       |
| ۵      | بیورن بوری    | ویمبلدون         | ۱۹۷۶–۸۰       |
| ۵      | راجر فدرر     | ویمبلدون         | ۲۰۰۳–۰۷       |
| ۵      | راجر فدرر     | آزاد آمریکا      | ۲۰۰۴–۰۸       |
| ۵      | رافائل نادال  | آزاد فرانسه      | ۲۰۱۰–۱۴       |
| ۴      | رجینالد دورتی | ویمبلدون         | ۱۸۹۷–۱۹۰۰     |
| ۴      | تونی وایلدینگ | ویمبلدون         | ۱۹۱۰–۱۳       |
| ۴      | بیورن بوری    | آزاد فرانسه      | ۱۹۷۸–۸۱       |
| ۴      | پیت سمپراس    | ویمبلدون         | ۱۹۹۷–۲۰۰۰     |
| ۴      | رافائل نادال  | آزاد فرانسه      | ۲۰۰۵–۰۸       |

| عناوین | بازیکن       | گرند اسلم   | سال‌ها (از–تا) |
| ------ | ------------ | ----------- | ------------- |
| ۵      | بیورن بوری   | ویمبلدون    | ۱۹۷۶–۸۰       |
| ۵      | راجر فدرر    | ویمبلدون    | ۲۰۰۳–۰۷       |
| ۵      | راجر فدرر    | آزاد آمریکا | ۲۰۰۴–۰۸       |
| ۵      | رافائل نادال | آزاد فرانسه | ۲۰۱۰–۱۴       |
| ۴      | بیورن بوری   | آزاد فرانسه | ۱۹۷۸–۸۱       |
| ۴      | پیت سمپراس   | ویمبلدون    | ۱۹۹۷–۲۰۰۰     |
| ۴      | رافائل نادال | آزاد فرانسه | ۲۰۰۵–۰۸       |

| بیشترین در دسته* |

| بازیکن        | شمار | تورنمنت گرند اسلم | تورنمنت گرند اسلم        | تورنمنت گرند اسلم | تورنمنت گرند اسلم  |
| بازیکن        | شمار | آزاد استرالیا     | آزاد فرانسه              | ویمبلدون          | آزاد آمریکا        |
| ------------- | ---- | ----------------- | ------------------------ | ----------------- | ------------------ |
| ریچارد سیرز   | ۳ *  | —                 | —                        | —                 | ۱۸۸۱، ۱۸۸۲، ۱۸۸۳ * |
| لاورنس دوهرتی | ۱    | —                 | —                        | —                 | ۱۹۰۳               |
| هولکمب وارد   | ۱    | —                 | —                        | —                 | ۱۹۰۴               |
| ویلیام لارند  | ۱    | —                 | —                        | —                 | ۱۹۰۷               |
| تونی وایلدینگ | ۱    | ۱۹۰۹ *            | —                        | —                 | —                  |
| رادنی هیت     | ۱    | ۱۹۱۰ *            | —                        | —                 | —                  |
| پت اوهارا وود | ۱    | ۱۹۲۳ *            | —                        | —                 | —                  |
| دن باج        | ۲    | ۱۹۳۸ *            | —                        | ۱۹۳۸ *            | —                  |
| جان برومویچ   | ۱    | ۱۹۳۹ *            | —                        | —                 | —                  |
| فرانک پارکر   | ۱    | —                 | —                        | —                 | ۱۹۴۵               |
| فرانک سجمن    | ۱    | —                 | —                        | —                 | ۱۹۵۲               |
| تونی تربرت    | ۳ *  | —                 | —                        | ۱۹۵۵ *            | ۱۹۵۳، ۱۹۵۵         |
| نیل فریزر     | ۱    | —                 | —                        | —                 | ۱۹۶۰               |
| چاک مک‌کینلی   | ۱    | —                 | —                        | ۱۹۶۳ *            | —                  |
| روی امرسون    | ۱    | ۱۹۶۴ *            | —                        | —                 | —                  |
| کن روزوال     | ۱    | ۱۹۷۱ *            | —                        | —                 | —                  |
| ایلیه ناستاسه | ۱    | —                 | ۱۹۷۳                     | —                 | —                  |
| بیورن بوری    | ۳ *  | —                 | ۱۹۷۸، ۱۹۸۰               | ۱۹۷۶ *            | —                  |
| راجر فدرر     | ۲    | ۲۰۰۷ *            | —                        | ۲۰۱۷ *            | —                  |
| رافائل نادال  | ۳ *  | —                 | ۲۰۰۸، ۲۰۱۰، ۲۰۱۷، ۲۰۲۰ * | —                 | —                  |

| تورنمنت گرند اسلم | بار | شمار بازیکن‌ها | بازیکن(ها)       | تورنمت(ها)             |
| ----------------- | --- | ------------- | ---------------- | ---------------------- |
| آزاد استرالیا     | ۸   | ۸             | تونی وایلدینگ    | ۱۹۰۹                   |
| آزاد استرالیا     | ۸   | ۸             | رادنی هیت        | ۱۹۱۰                   |
| آزاد استرالیا     | ۸   | ۸             | پت اوهارا وود    | ۱۹۲۳                   |
| آزاد استرالیا     | ۸   | ۸             | دن باج           | ۱۹۳۸                   |
| آزاد استرالیا     | ۸   | ۸             | جان برومویچ      | ۱۹۳۹                   |
| آزاد استرالیا     | ۸   | ۸             | روی امرسون       | ۱۹۶۴                   |
| آزاد استرالیا     | ۸   | ۸             | کن روزوال        | ۱۹۷۱                   |
| آزاد استرالیا     | ۸   | ۸             | راجر فدرر        | ۲۰۰۷                   |
| آزاد فرانسه       | ۷   | ۳             | ایلیه ناستاسه    | ۱۹۷۳                   |
| آزاد فرانسه       | ۷   | ۳             | بیورن بوری (۲)   | ۱۹۷۸، ۱۹۸۰             |
| آزاد فرانسه       | ۷   | ۳             | رافائل نادال (۴) | ۲۰۰۸، ۲۰۱۰، ۲۰۱۷، ۲۰۲۰ |
| ویمبلدون          | ۵   | ۵             | دن باج           | ۱۹۳۸                   |
| ویمبلدون          | ۵   | ۵             | تونی تربرت       | ۱۹۵۵                   |
| ویمبلدون          | ۵   | ۵             | چاک مک‌کینلی      | ۱۹۶۳                   |
| ویمبلدون          | ۵   | ۵             | بیورن بوری       | ۱۹۷۶                   |
| ویمبلدون          | ۵   | ۵             | راجر فدرر        | ۲۰۱۷                   |
| آزاد آمریکا       | ۱۱  | ۸             | ریچارد سیرز (۳)  | ۱۸۸۱، ۱۸۸۲، ۱۸۸۳       |
| آزاد آمریکا       | ۱۱  | ۸             | لاورنس دوهرتی    | ۱۹۰۳                   |
| آزاد آمریکا       | ۱۱  | ۸             | هولکمب وارد      | ۱۹۰۴                   |
| آزاد آمریکا       | ۱۱  | ۸             | ویلیام لارند     | ۱۹۰۷                   |
| آزاد آمریکا       | ۱۱  | ۸             | فرانک پارکر      | ۱۹۴۵                   |
| آزاد آمریکا       | ۱۱  | ۸             | فرانک سجمن       | ۱۹۵۲                   |
| آزاد آمریکا       | ۱۱  | ۸             | تونی تربرت (۲)   | ۱۹۵۳، ۱۹۵۵             |
| آزاد آمریکا       | ۱۱  | ۸             | نیل فریزر        | ۱۹۶۰                   |

| بیشترین در دسته* |

| بازیکن        | شمار | تورنمنت گرند اسلم | تورنمنت گرند اسلم        | تورنمنت گرند اسلم | تورنمنت گرند اسلم  |
| بازیکن        | شمار | آزاد استرالیا     | آزاد فرانسه              | ویمبلدون          | آزاد آمریکا        |
| ------------- | ---- | ----------------- | ------------------------ | ----------------- | ------------------ |
| ریچارد سیرز   | ۳ *  | —                 | —                        | —                 | ۱۸۸۱، ۱۸۸۲، ۱۸۸۳ * |
| لاورنس دوهرتی | ۱    | —                 | —                        | —                 | ۱۹۰۳               |
| هولکمب وارد   | ۱    | —                 | —                        | —                 | ۱۹۰۴               |
| ویلیام لارند  | ۱    | —                 | —                        | —                 | ۱۹۰۷               |
| تونی وایلدینگ | ۱    | ۱۹۰۹ *            | —                        | —                 | —                  |
| رادنی هیت     | ۱    | ۱۹۱۰ *            | —                        | —                 | —                  |
| پت اوهارا وود | ۱    | ۱۹۲۳ *            | —                        | —                 | —                  |
| دن باج        | ۲    | ۱۹۳۸ *            | —                        | ۱۹۳۸ *            | —                  |
| جان برومویچ   | ۱    | ۱۹۳۹ *            | —                        | —                 | —                  |
| فرانک پارکر   | ۱    | —                 | —                        | —                 | ۱۹۴۵               |
| فرانک سجمن    | ۱    | —                 | —                        | —                 | ۱۹۵۲               |
| تونی تربرت    | ۳ *  | —                 | —                        | ۱۹۵۵ *            | ۱۹۵۳، ۱۹۵۵         |
| نیل فریزر     | ۱    | —                 | —                        | —                 | ۱۹۶۰               |
| چاک مک‌کینلی   | ۱    | —                 | —                        | ۱۹۶۳ *            | —                  |
| روی امرسون    | ۱    | ۱۹۶۴ *            | —                        | —                 | —                  |
| کن روزوال     | ۱    | ۱۹۷۱ *            | —                        | —                 | —                  |
| ایلیه ناستاسه | ۱    | —                 | ۱۹۷۳                     | —                 | —                  |
| بیورن بوری    | ۳ *  | —                 | ۱۹۷۸، ۱۹۸۰               | ۱۹۷۶ *            | —                  |
| راجر فدرر     | ۲    | ۲۰۰۷ *            | —                        | ۲۰۱۷ *            | —                  |
| رافائل نادال  | ۳ *  | —                 | ۲۰۰۸، ۲۰۱۰، ۲۰۱۷، ۲۰۲۰ * | —                 | —                  |

| تورنمنت گرند اسلم | بار | شمار بازیکن‌ها | بازیکن(ها)       | تورنمت(ها)             |
| ----------------- | --- | ------------- | ---------------- | ---------------------- |
| آزاد استرالیا     | ۸   | ۸             | تونی وایلدینگ    | ۱۹۰۹                   |
| آزاد استرالیا     | ۸   | ۸             | رادنی هیت        | ۱۹۱۰                   |
| آزاد استرالیا     | ۸   | ۸             | پت اوهارا وود    | ۱۹۲۳                   |
| آزاد استرالیا     | ۸   | ۸             | دن باج           | ۱۹۳۸                   |
| آزاد استرالیا     | ۸   | ۸             | جان برومویچ      | ۱۹۳۹                   |
| آزاد استرالیا     | ۸   | ۸             | روی امرسون       | ۱۹۶۴                   |
| آزاد استرالیا     | ۸   | ۸             | کن روزوال        | ۱۹۷۱                   |
| آزاد استرالیا     | ۸   | ۸             | راجر فدرر        | ۲۰۰۷                   |
| آزاد فرانسه       | ۷   | ۳             | ایلیه ناستاسه    | ۱۹۷۳                   |
| آزاد فرانسه       | ۷   | ۳             | بیورن بوری (۲)   | ۱۹۷۸، ۱۹۸۰             |
| آزاد فرانسه       | ۷   | ۳             | رافائل نادال (۴) | ۲۰۰۸، ۲۰۱۰، ۲۰۱۷، ۲۰۲۰ |
| ویمبلدون          | ۵   | ۵             | دن باج           | ۱۹۳۸                   |
| ویمبلدون          | ۵   | ۵             | تونی تربرت       | ۱۹۵۵                   |
| ویمبلدون          | ۵   | ۵             | چاک مک‌کینلی      | ۱۹۶۳                   |
| ویمبلدون          | ۵   | ۵             | بیورن بوری       | ۱۹۷۶                   |
| ویمبلدون          | ۵   | ۵             | راجر فدرر        | ۲۰۱۷                   |
| آزاد آمریکا       | ۱۱  | ۸             | ریچارد سیرز (۳)  | ۱۸۸۱، ۱۸۸۲، ۱۸۸۳       |
| آزاد آمریکا       | ۱۱  | ۸             | لاورنس دوهرتی    | ۱۹۰۳                   |
| آزاد آمریکا       | ۱۱  | ۸             | هولکمب وارد      | ۱۹۰۴                   |
| آزاد آمریکا       | ۱۱  | ۸             | ویلیام لارند     | ۱۹۰۷                   |
| آزاد آمریکا       | ۱۱  | ۸             | فرانک پارکر      | ۱۹۴۵                   |
| آزاد آمریکا       | ۱۱  | ۸             | فرانک سجمن       | ۱۹۵۲                   |
| آزاد آمریکا       | ۱۱  | ۸             | تونی تربرت (۲)   | ۱۹۵۳، ۱۹۵۵             |
| آزاد آمریکا       | ۱۱  | ۸             | نیل فریزر        | ۱۹۶۰                   |

| رتبه | بازیکن       | مجموع | سال‌ها     | آزاد استرالیا | آزاد فرانسه | ویمبلدون | آزاد آمریکا |
| ---- | ------------ | ----- | --------- | ------------- | ----------- | -------- | ----------- |
| ۱    | راجر فدرر    | ۲۰    | ۲۰۰۳–۲۰۱۸ | ۶             | ۱           | ۸        | ۵           |
| ۱    | رافائل نادال | ۲۰    | ۲۰۰۵–۲۰۲۰ | ۱             | ۱۳          | ۲        | ۴           |
| ۳    | نواک جوکوویچ | ۱۷    | ۲۰۰۸–۲۰۲۰ | ۸             | ۱           | ۵        | ۳           |
| ۴    | پیت سمپراس   | ۱۴    | ۱۹۹۰–۲۰۰۲ | ۲             | ۰           | ۷        | ۵           |
| ۵    | بیورن بوری   | ۱۱    | ۱۹۷۴–۱۹۸۱ | ۰             | ۶           | ۵        | ۰           |
| ۶    | جیمی کانرز   | ۸     | ۱۹۷۴–۱۹۸۳ | ۱             | ۰           | ۲        | ۵           |
| ۶    | ایوان لندل   | ۸     | ۱۹۸۴–۱۹۹۰ | ۲             | ۳           | ۰        | ۳           |
| ۶    | آندره آغاسی  | ۸     | ۱۹۹۲–۲۰۰۳ | ۴             | ۱           | ۱        | ۲           |
| ۹    | جان مک‌انرو   | ۷     | ۱۹۷۹–۱۹۸۴ | ۰             | ۰           | ۳        | ۴           |
| ۹    | متس ویلاندر  | ۷     | ۱۹۸۲–۱۹۸۸ | ۳             | ۳           | ۰        | ۱           |
| ۱۱   | استفان ادبری | ۶     | ۱۹۸۵–۱۹۹۲ | ۲             | ۰           | ۲        | ۲           |
| ۱۱   | بوریس بکر    | ۶     | ۱۹۸۵–۱۹۹۶ | ۲             | ۰           | ۳        | ۱           |
| ۱۳   | راد لیور     | ۵     | ۱۹۶۸–۱۹۶۹ | ۱             | ۱           | ۲        | ۱           |
| ۱۳   | جان نیوکمب   | ۵     | ۱۹۷۰–۱۹۷۵ | ۲             | ۰           | ۲        | ۱           |

| گرند اسلم     | بردها | بازیکن(ها)                         |
| ------------- | ----- | ---------------------------------- |
| آزاد استرالیا | ۸     | نواک جوکوویچ                       |
| آزاد فرانسه   | ۱۳    | رافائل نادال                       |
| ویمبلدون      | ۸     | راجر فدرر                          |
| آزاد آمریکا   | ۷     | ریچارد سیرز ویلیام لارند بیل تیلدن |

| گرند اسلم     | بردها | بازیکن(ها)                      |
| ------------- | ----- | ------------------------------- |
| آزاد استرالیا | ۸     | نواک جوکوویچ                    |
| آزاد فرانسه   | ۱۳    | رافائل نادال                    |
| ویمبلدون      | ۸     | راجر فدرر                       |
| آزاد آمریکا   | ۵     | جیمی کانرز پیت سمپراس راجر فدرر |

| گرند اسلم     | بردها | بازیکن(ها)                         |
| ------------- | ----- | ---------------------------------- |
| آزاد استرالیا | ۸     | نواک جوکوویچ                       |
| آزاد فرانسه   | ۱۳    | رافائل نادال                       |
| ویمبلدون      | ۸     | راجر فدرر                          |
| آزاد آمریکا   | ۷     | ریچارد سیرز ویلیام لارند بیل تیلدن |

| گرند اسلم     | بردها | بازیکن(ها)                      |
| ------------- | ----- | ------------------------------- |
| آزاد استرالیا | ۸     | نواک جوکوویچ                    |
| آزاد فرانسه   | ۱۳    | رافائل نادال                    |
| ویمبلدون      | ۸     | راجر فدرر                       |
| آزاد آمریکا   | ۵     | جیمی کانرز پیت سمپراس راجر فدرر |

| ۵۲ | ایالات متحده آمریکا |

| ۲۷ | اسپانیا |

| ۲۵ | سوئد |

| ۲۳ | سوئیس |

| ۲۰ | استرالیا |

| ۱۷ | صربستان |

| ۱۲ | چکسلواکی (یکی به عنوان چک) |

|  | ۷ | آلمان (همچنین آلمان غربی) |

| ۶ | آرژانتین |

|  | ۴ | روسیه |

| ۳ | برزیل، بریتانیای کبیر |

| ۲ | اتریش، کرواسی، رومانی |

| ۱ | اکوادور، فرانسه، ایتالیا، هلند، آفریقای جنوبی |

| سال‌ها | محدودهٔ زمانی | بازیکن(ها)   |
| ----- | ------------ | ------------ |
| ۱۰    | ۲۰۰۵–۲۰۱۴    | رافائل نادال |
| ۸     | ۱۹۷۴–۱۹۸۱    | بیورن بوری   |
| ۸     | ۱۹۹۳–۲۰۰۰    | پیت سمپراس   |
| ۸     | ۲۰۰۳–۲۰۱۰    | راجر فدرر    |
| ۷     | ۱۸۸۱–۱۸۸۷    | ریچارد سیرز  |

| بازیکن       | آزاد استرالیا | آزاد فرانسه | ویمبلدون | آزاد آمریکا | سن              |
| ------------ | ------------- | ----------- | -------- | ----------- | --------------- |
| فرد پری      | ۱۹۳۴          | ۱۹۳۵        | ۱۹۳۴     | ۱۹۳۳        | ۲۶ سال، ۱۵ روز  |
| دن باج       | ۱۹۳۸          | ۱۹۳۸        | ۱۹۳۷     | ۱۹۳۷        | ۲۲ سال، ۳۵۷ روز |
| راد لیور     | ۱۹۶۰          | ۱۹۶۲        | ۱۹۶۱     | ۱۹۶۲        | ۲۴ سال، ۳۲ روز  |
| روی امرسون   | ۱۹۶۱          | ۱۹۶۳        | ۱۹۶۴     | ۱۹۶۱        | ۲۷ سال، ۲۴۴ روز |
| آندره آغاسی  | ۱۹۹۵          | ۱۹۹۹        | ۱۹۹۲     | ۱۹۹۴        | ۲۹ سال، ۳۸ روز  |
| راجر فدرر    | ۲۰۰۴          | ۲۰۰۹        | ۲۰۰۳     | ۲۰۰۴        | ۲۷ سال، ۲۰۳ روز |
| رافائل نادال | ۲۰۰۹          | ۲۰۰۵        | ۲۰۰۸     | ۲۰۱۰        | ۲۴ سال، ۱۰۱ روز |
| نواک جوکوویچ | ۲۰۰۸          | ۲۰۱۶        | ۲۰۱۱     | ۲۰۱۱        | ۲۹ سال، ۱۴ روز  |

| استرالیا – فرانسه – ویمبلدون – استرالیا. | استرالیا – فرانسه – ویمبلدون – استرالیا. |
| ---------------------------------------- | ---------------------------------------- |
| ۱۹۳۸                                     | دن باج                                   |
| ۱۹۶۲                                     | راد لیور                                 |
| ۱۹۶۹                                     | راد لیور                                 |

| استرالیا – فرانسه – ویمبلدون – استرالیا. | استرالیا – فرانسه – ویمبلدون – استرالیا. |
| ---------------------------------------- | ---------------------------------------- |
| ۱۹۳۸                                     | دن باج                                   |
| ۱۹۶۲                                     | راد لیور                                 |
| ۱۹۶۹                                     | راد لیور                                 |

| استرالیا – فرانسه – ویمبلدون. | استرالیا – فرانسه – ویمبلدون. |
| ----------------------------- | ----------------------------- |
| ۱۹۳۳                          | جک کرفرد                      |
| ۱۹۵۶                          | لو هود                        |

| استرالیا – فرانسه – آمریکا. | استرالیا – فرانسه – آمریکا. |
| --------------------------- | --------------------------- |
| ۱۹۸۸                        | متس ویلاندر                 |

| استرالیا – آمریکا – ویمبلدون. | استرالیا – آمریکا – ویمبلدون. |
| ----------------------------- | ----------------------------- |
| ۱۹۳۴                          | فرد پری                       |
| ۱۹۵۸                          | اشلی کوپر                     |
| ۱۹۶۴                          | روی امرسون                    |
| ۱۹۷۴                          | جیمی کانرز                    |
| ۲۰۰۴                          | راجر فدرر                     |
| ۲۰۰۶                          | راجر فدرر                     |
| ۲۰۰۷                          | راجر فدرر                     |
| ۲۰۱۱                          | نواک جوکوویچ                  |
| ۲۰۱۵                          | نواک جوکوویچ                  |

| فرانسه – ویمبلدون – آمریکا. | فرانسه – ویمبلدون – آمریکا. |
| --------------------------- | --------------------------- |
| ۱۹۵۵                        | تونی تربرت                  |
| ۲۰۱۰                        | رافائل نادال                |

| استرالیا – فرانسه – ویمبلدون. | استرالیا – فرانسه – ویمبلدون. |
| ----------------------------- | ----------------------------- |
| ۱۹۳۳                          | جک کرفرد                      |
| ۱۹۵۶                          | لو هود                        |

| استرالیا – فرانسه – آمریکا. | استرالیا – فرانسه – آمریکا. |
| --------------------------- | --------------------------- |
| ۱۹۸۸                        | متس ویلاندر                 |

| استرالیا – آمریکا – ویمبلدون. | استرالیا – آمریکا – ویمبلدون. |
| ----------------------------- | ----------------------------- |
| ۱۹۳۴                          | فرد پری                       |
| ۱۹۵۸                          | اشلی کوپر                     |
| ۱۹۶۴                          | روی امرسون                    |
| ۱۹۷۴                          | جیمی کانرز                    |
| ۲۰۰۴                          | راجر فدرر                     |
| ۲۰۰۶                          | راجر فدرر                     |
| ۲۰۰۷                          | راجر فدرر                     |
| ۲۰۱۱                          | نواک جوکوویچ                  |
| ۲۰۱۵                          | نواک جوکوویچ                  |

| فرانسه – ویمبلدون – آمریکا. | فرانسه – ویمبلدون – آمریکا. |
| --------------------------- | --------------------------- |
| ۱۹۵۵                        | تونی تربرت                  |
| ۲۰۱۰                        | رافائل نادال                |

| استرالیا – فرانسه. | استرالیا – فرانسه. |
| ------------------ | ------------------ |
| ۱۹۵۳               | کن روزوال          |
| ۱۹۶۳               | روی امرسون         |
| ۱۹۶۷               | روی امرسون         |
| ۱۹۹۲               | جیم کوریه          |
| ۲۰۱۶               | نواک جوکوویچ       |

| استرالیا – ویمبلدون. | استرالیا – ویمبلدون. |
| -------------------- | -------------------- |
| ۱۹۵۱                 | دیک ساویت            |
| ۱۹۵۹                 | الکس اولمدو          |
| ۱۹۶۵                 | روی امرسون           |
| ۱۹۹۴                 | پیت سمپراس           |
| ۱۹۹۴                 | پیت سمپراس           |
| ۲۰۱۷                 | راجر فدرر            |
| ۲۰۱۹                 | نواک جوکوویچ         |

| استرالیا – آمریکا. | استرالیا – آمریکا. |
| ------------------ | ------------------ |
| ۱۹۶۱               | روی امرسون         |
| ۱۹۷۳               | جان نیوکمب         |

| استرالیا – فرانسه. | استرالیا – فرانسه. |
| ------------------ | ------------------ |
| ۱۹۵۳               | کن روزوال          |
| ۱۹۶۳               | روی امرسون         |
| ۱۹۶۷               | روی امرسون         |
| ۱۹۹۲               | جیم کوریه          |
| ۲۰۱۶               | نواک جوکوویچ       |

| استرالیا – ویمبلدون. | استرالیا – ویمبلدون. |
| -------------------- | -------------------- |
| ۱۹۵۱                 | دیک ساویت            |
| ۱۹۵۹                 | الکس اولمدو          |
| ۱۹۶۵                 | روی امرسون           |
| ۱۹۹۴                 | پیت سمپراس           |
| ۱۹۹۴                 | پیت سمپراس           |
| ۲۰۱۷                 | راجر فدرر            |
| ۲۰۱۹                 | نواک جوکوویچ         |

| استرالیا – آمریکا. | استرالیا – آمریکا. |
| ------------------ | ------------------ |
| ۱۹۶۱               | روی امرسون         |
| ۱۹۷۳               | جان نیوکمب         |

| فرانسه – ویمبلدون. | فرانسه – ویمبلدون. |
| ------------------ | ------------------ |
| ۱۹۲۵               | رنه لاکست          |
| ۱۹۳۵               | فرد پری            |
| ۱۹۵۰               | باج پتی            |
| ۱۹۷۸               | بیورن بوری         |
| ۱۹۷۹               | بیورن بوری         |
| ۱۹۸۰               | بیورن بوری         |
| ۲۰۰۸               | رافائل نادال       |
| ۲۰۰۹               | راجر فدرر          |

| فرانسه – آمریکا. | فرانسه – آمریکا. |
| ---------------- | ---------------- |
| ۱۹۲۷             | رنه لاکست        |
| ۱۹۲۸             | آنری کوشه        |
| ۱۹۷۷             | گیرمو ویلس       |
| ۱۹۸۶             | ایوان لندل       |
| ۱۹۸۷             | ایوان لندل       |
| ۱۹۹۹             | آندره آغاسی      |
| ۲۰۱۳             | رافائل نادال     |
| ۲۰۱۷             | رافائل نادال     |
| ۲۰۱۹             | رافائل نادال     |

| ویمبلدون – آمریکا. | ویمبلدون – آمریکا. |
| ------------------ | ------------------ |
| ۱۹۰۳               | لاورنس دوهرتی      |
| ۱۹۲۰               | بیل تیلدن          |
| ۱۹۲۱               | بیل تیلدن          |
| ۱۹۳۲               | الزورت واینز       |
| ۱۹۳۶               | فرد پری            |
| ۱۹۳۷               | دن باج             |
| ۱۹۳۹               | بابی ریگگس         |
| ۱۹۴۷               | جک کریمر           |
| ۱۹۵۲               | فرانک سجمن         |
| ۱۹۶۰               | نیل فریزر          |
| ۱۹۶۷               | جان نیوکمب         |
| ۱۹۸۱               | جان مک‌انرو         |
| ۱۹۸۲               | جیمی کانرز         |
| ۱۹۸۴               | جان مک‌انرو (۲)     |
| ۱۹۸۹               | بوریس بکر          |
| ۱۹۹۳               | پیت سمپراس         |
| ۱۹۹۵               | پیت سمپراس         |
| ۲۰۰۵               | راجر فدرر          |
| ۲۰۱۸               | نواک جوکوویچ       |

| فرانسه – ویمبلدون. | فرانسه – ویمبلدون. |
| ------------------ | ------------------ |
| ۱۹۲۵               | رنه لاکست          |
| ۱۹۳۵               | فرد پری            |
| ۱۹۵۰               | باج پتی            |
| ۱۹۷۸               | بیورن بوری         |
| ۱۹۷۹               | بیورن بوری         |
| ۱۹۸۰               | بیورن بوری         |
| ۲۰۰۸               | رافائل نادال       |
| ۲۰۰۹               | راجر فدرر          |

| فرانسه – آمریکا. | فرانسه – آمریکا. |
| ---------------- | ---------------- |
| ۱۹۲۷             | رنه لاکست        |
| ۱۹۲۸             | آنری کوشه        |
| ۱۹۷۷             | گیرمو ویلس       |
| ۱۹۸۶             | ایوان لندل       |
| ۱۹۸۷             | ایوان لندل       |
| ۱۹۹۹             | آندره آغاسی      |
| ۲۰۱۳             | رافائل نادال     |
| ۲۰۱۷             | رافائل نادال     |
| ۲۰۱۹             | رافائل نادال     |

| ویمبلدون – آمریکا. | ویمبلدون – آمریکا. |
| ------------------ | ------------------ |
| ۱۹۰۳               | لاورنس دوهرتی      |
| ۱۹۲۰               | بیل تیلدن          |
| ۱۹۲۱               | بیل تیلدن          |
| ۱۹۳۲               | الزورت واینز       |
| ۱۹۳۶               | فرد پری            |
| ۱۹۳۷               | دن باج             |
| ۱۹۳۹               | بابی ریگگس         |
| ۱۹۴۷               | جک کریمر           |
| ۱۹۵۲               | فرانک سجمن         |
| ۱۹۶۰               | نیل فریزر          |
| ۱۹۶۷               | جان نیوکمب         |
| ۱۹۸۱               | جان مک‌انرو         |
| ۱۹۸۲               | جیمی کانرز         |
| ۱۹۸۴               | جان مک‌انرو (۲)     |
| ۱۹۸۹               | بوریس بکر          |
| ۱۹۹۳               | پیت سمپراس         |
| ۱۹۹۵               | پیت سمپراس         |
| ۲۰۰۵               | راجر فدرر          |
| ۲۰۱۸               | نواک جوکوویچ       |

| عناوین | بازیکن       | سال‌ها   | نخستین عنوان          | آخرین عنوان           |
| ------ | ------------ | ------- | --------------------- | --------------------- |
| ۶      | دن باج       | ۱۹۳۷–۳۸ | ویمبلدون ۱۹۳۷         | قهرمانی آمریکا ۱۹۳۸   |
| ۴      | راد لیور     | ۱۹۶۲    | قهرمانی استرالیا ۱۹۶۲ | قهرمانی آمریکا ۱۹۶۲   |
| ۴      | راد لیور     | ۱۹۶۹    | قهرمانی استرالیا ۱۹۶۹ | آزاد آمریکا ۱۹۶۹      |
| ۴      | نواک جوکوویچ | ۲۰۱۵–۱۶ | ویمبلدون ۲۰۱۵         | آزاد فرانسه ۲۰۱۶      |
| ۳      | جک کرفرد     | ۱۹۳۳    | قهرمانی استرالیا ۱۹۳۳ | ویمبلدون ۱۹۳۳         |
| ۳      | تونی تربرت   | ۱۹۵۵    | قهرمانی فرانسه ۱۹۵۵   | قهرمانی آمریکا ۱۹۵۵   |
| ۳      | لو هود       | ۱۹۵۶    | قهرمانی استرالیا ۱۹۵۶ | ویمبلدون ۱۹۵۶         |
| ۳      | روی امرسون   | ۱۹۶۴–۶۵ | ویمبلدون ۱۹۶۴         | قهرمانی استرالیا ۱۹۶۵ |
| ۳      | پیت سمپراس   | ۱۹۹۳–۹۴ | ویمبلدون ۱۹۹۳         | آزاد استرالیا ۱۹۹۴    |
| ۳      | راجر فدرر    | ۲۰۰۵–۰۶ | ویمبلدون ۲۰۰۵         | آزاد استرالیا ۲۰۰۶    |
| ۳      | راجر فدرر    | ۲۰۰۶–۰۷ | ویمبلدون ۲۰۰۶         | آزاد استرالیا ۲۰۰۷    |
| ۳      | رافائل نادال | ۲۰۱۰    | آزاد فرانسه ۲۰۱۰      | آزاد آمریکا ۲۰۱۰      |
| ۳      | نواک جوکوویچ | ۲۰۱۱–۱۲ | ویمبلدون ۲۰۱۱         | آزاد استرالیا ۲۰۱۲    |
| ۳      | نواک جوکوویچ | ۲۰۱۸–۱۹ | ویمبلدون ۲۰۱۸         | آزاد استرالیا ۲۰۱۹    |

| عناوین | بازیکن        | گرند اسلم        |
| ------ | ------------- | ---------------- |
| ۱۳     | رافائل نادال  | آزاد فرانسه      |
| ۸      | راجر فدرر     | ویمبلدون         |
| ۸      | نواک جوکوویچ  | آزاد استرالیا    |
| ۷      | ریچارد سیرز   | قهرمانی آمریکا   |
| ۷      | ویلیام رنشا   | ویمبلدون         |
| ۷      | ویلیام لارند  | قهرمانی آمریکا   |
| ۷      | بیل تیلدن     | قهرمانی آمریکا   |
| ۷      | پیت سمپراس    | ویمبلدون         |
| ۶      | روی امرسون    | قهرمانی استرالیا |
| ۶      | بیورن بوری    | آزاد فرانسه      |
| ۶      | راجر فدرر     | آزاد استرالیا    |
| ۵      | لاورنس دوهرتی | ویمبلدون         |
| ۵      | بیورن بوری    | ویمبلدون         |
| ۵      | جیمی کانرز    | آزاد آمریکا      |
| ۵      | پیت سمپراس    | آزاد آمریکا      |
| ۵      | راجر فدرر     | آزاد آمریکا      |
| ۵      | نواک جوکوویچ  | ویمبلدون         |

| عناوین | بازیکن       | گرند اسلم     |
| ------ | ------------ | ------------- |
| ۱۲     | رافائل نادال | آزاد فرانسه   |
| ۸      | راجر فدرر    | ویمبلدون      |
| ۸      | نواک جوکوویچ | آزاد استرالیا |
| ۷      | پیت سمپراس   | ویمبلدون      |
| ۶      | بیورن بوری   | آزاد فرانسه   |
| ۶      | راجر فدرر    | آزاد استرالیا |
| ۵      | بیورن بوری   | ویمبلدون      |
| ۵      | جیمی کانرز   | آزاد آمریکا   |
| ۵      | پیت سمپراس   | آزاد آمریکا   |
| ۵      | راجر فدرر    | آزاد آمریکا   |
| ۵      | نواک جوکوویچ | ویمبلدون      |

| عناوین | بازیکن        | گرند اسلم        |
| ------ | ------------- | ---------------- |
| ۱۳     | رافائل نادال  | آزاد فرانسه      |
| ۸      | راجر فدرر     | ویمبلدون         |
| ۸      | نواک جوکوویچ  | آزاد استرالیا    |
| ۷      | ریچارد سیرز   | قهرمانی آمریکا   |
| ۷      | ویلیام رنشا   | ویمبلدون         |
| ۷      | ویلیام لارند  | قهرمانی آمریکا   |
| ۷      | بیل تیلدن     | قهرمانی آمریکا   |
| ۷      | پیت سمپراس    | ویمبلدون         |
| ۶      | روی امرسون    | قهرمانی استرالیا |
| ۶      | بیورن بوری    | آزاد فرانسه      |
| ۶      | راجر فدرر     | آزاد استرالیا    |
| ۵      | لاورنس دوهرتی | ویمبلدون         |
| ۵      | بیورن بوری    | ویمبلدون         |
| ۵      | جیمی کانرز    | آزاد آمریکا      |
| ۵      | پیت سمپراس    | آزاد آمریکا      |
| ۵      | راجر فدرر     | آزاد آمریکا      |
| ۵      | نواک جوکوویچ  | ویمبلدون         |

| عناوین | بازیکن       | گرند اسلم     |
| ------ | ------------ | ------------- |
| ۱۲     | رافائل نادال | آزاد فرانسه   |
| ۸      | راجر فدرر    | ویمبلدون      |
| ۸      | نواک جوکوویچ | آزاد استرالیا |
| ۷      | پیت سمپراس   | ویمبلدون      |
| ۶      | بیورن بوری   | آزاد فرانسه   |
| ۶      | راجر فدرر    | آزاد استرالیا |
| ۵      | بیورن بوری   | ویمبلدون      |
| ۵      | جیمی کانرز   | آزاد آمریکا   |
| ۵      | پیت سمپراس   | آزاد آمریکا   |
| ۵      | راجر فدرر    | آزاد آمریکا   |
| ۵      | نواک جوکوویچ | ویمبلدون      |

| عناوین | بازیکن        | گرند اسلم        | سال‌ها (از–تا) |
| ------ | ------------- | ---------------- | ------------- |
| ۷      | ریچارد سیرز   | قهرمانی آمریکا   | ۱۸۸۱–۸۷       |
| ۶      | ویلیام رنشا   | ویمبلدون         | ۱۸۸۱–۸۶       |
| ۶      | بیل تیلدن     | قهرمانی آمریکا   | ۱۹۲۰–۲۵       |
| ۵      | لاورنس دوهرتی | ویمبلدون         | ۱۹۰۲–۰۶       |
| ۵      | ویلیام لارند  | قهرمانی آمریکا   | ۱۹۰۷–۱۱       |
| ۵      | روی امرسون    | قهرمانی استرالیا | ۱۹۶۳–۶۷       |
| ۵      | بیورن بوری    | ویمبلدون         | ۱۹۷۶–۸۰       |
| ۵      | راجر فدرر     | ویمبلدون         | ۲۰۰۳–۰۷       |
| ۵      | راجر فدرر     | آزاد آمریکا      | ۲۰۰۴–۰۸       |
| ۵      | رافائل نادال  | آزاد فرانسه      | ۲۰۱۰–۱۴       |
| ۴      | رجینالد دورتی | ویمبلدون         | ۱۸۹۷–۱۹۰۰     |
| ۴      | تونی وایلدینگ | ویمبلدون         | ۱۹۱۰–۱۳       |
| ۴      | بیورن بوری    | آزاد فرانسه      | ۱۹۷۸–۸۱       |
| ۴      | پیت سمپراس    | ویمبلدون         | ۱۹۹۷–۲۰۰۰     |
| ۴      | رافائل نادال  | آزاد فرانسه      | ۲۰۰۵–۰۸       |

| عناوین | بازیکن       | گرند اسلم   | سال‌ها (از–تا) |
| ------ | ------------ | ----------- | ------------- |
| ۵      | بیورن بوری   | ویمبلدون    | ۱۹۷۶–۸۰       |
| ۵      | راجر فدرر    | ویمبلدون    | ۲۰۰۳–۰۷       |
| ۵      | راجر فدرر    | آزاد آمریکا | ۲۰۰۴–۰۸       |
| ۵      | رافائل نادال | آزاد فرانسه | ۲۰۱۰–۱۴       |
| ۴      | بیورن بوری   | آزاد فرانسه | ۱۹۷۸–۸۱       |
| ۴      | پیت سمپراس   | ویمبلدون    | ۱۹۹۷–۲۰۰۰     |
| ۴      | رافائل نادال | آزاد فرانسه | ۲۰۰۵–۰۸       |

| عناوین | بازیکن        | گرند اسلم        | سال‌ها (از–تا) |
| ------ | ------------- | ---------------- | ------------- |
| ۷      | ریچارد سیرز   | قهرمانی آمریکا   | ۱۸۸۱–۸۷       |
| ۶      | ویلیام رنشا   | ویمبلدون         | ۱۸۸۱–۸۶       |
| ۶      | بیل تیلدن     | قهرمانی آمریکا   | ۱۹۲۰–۲۵       |
| ۵      | لاورنس دوهرتی | ویمبلدون         | ۱۹۰۲–۰۶       |
| ۵      | ویلیام لارند  | قهرمانی آمریکا   | ۱۹۰۷–۱۱       |
| ۵      | روی امرسون    | قهرمانی استرالیا | ۱۹۶۳–۶۷       |
| ۵      | بیورن بوری    | ویمبلدون         | ۱۹۷۶–۸۰       |
| ۵      | راجر فدرر     | ویمبلدون         | ۲۰۰۳–۰۷       |
| ۵      | راجر فدرر     | آزاد آمریکا      | ۲۰۰۴–۰۸       |
| ۵      | رافائل نادال  | آزاد فرانسه      | ۲۰۱۰–۱۴       |
| ۴      | رجینالد دورتی | ویمبلدون         | ۱۸۹۷–۱۹۰۰     |
| ۴      | تونی وایلدینگ | ویمبلدون         | ۱۹۱۰–۱۳       |
| ۴      | بیورن بوری    | آزاد فرانسه      | ۱۹۷۸–۸۱       |
| ۴      | پیت سمپراس    | ویمبلدون         | ۱۹۹۷–۲۰۰۰     |
| ۴      | رافائل نادال  | آزاد فرانسه      | ۲۰۰۵–۰۸       |

| عناوین | بازیکن       | گرند اسلم   | سال‌ها (از–تا) |
| ------ | ------------ | ----------- | ------------- |
| ۵      | بیورن بوری   | ویمبلدون    | ۱۹۷۶–۸۰       |
| ۵      | راجر فدرر    | ویمبلدون    | ۲۰۰۳–۰۷       |
| ۵      | راجر فدرر    | آزاد آمریکا | ۲۰۰۴–۰۸       |
| ۵      | رافائل نادال | آزاد فرانسه | ۲۰۱۰–۱۴       |
| ۴      | بیورن بوری   | آزاد فرانسه | ۱۹۷۸–۸۱       |
| ۴      | پیت سمپراس   | ویمبلدون    | ۱۹۹۷–۲۰۰۰     |
| ۴      | رافائل نادال | آزاد فرانسه | ۲۰۰۵–۰۸       |

| بیشترین در دسته* |

| بازیکن        | شمار | تورنمنت گرند اسلم | تورنمنت گرند اسلم        | تورنمنت گرند اسلم | تورنمنت گرند اسلم  |
| بازیکن        | شمار | آزاد استرالیا     | آزاد فرانسه              | ویمبلدون          | آزاد آمریکا        |
| ------------- | ---- | ----------------- | ------------------------ | ----------------- | ------------------ |
| ریچارد سیرز   | ۳ *  | —                 | —                        | —                 | ۱۸۸۱، ۱۸۸۲، ۱۸۸۳ * |
| لاورنس دوهرتی | ۱    | —                 | —                        | —                 | ۱۹۰۳               |
| هولکمب وارد   | ۱    | —                 | —                        | —                 | ۱۹۰۴               |
| ویلیام لارند  | ۱    | —                 | —                        | —                 | ۱۹۰۷               |
| تونی وایلدینگ | ۱    | ۱۹۰۹ *            | —                        | —                 | —                  |
| رادنی هیت     | ۱    | ۱۹۱۰ *            | —                        | —                 | —                  |
| پت اوهارا وود | ۱    | ۱۹۲۳ *            | —                        | —                 | —                  |
| دن باج        | ۲    | ۱۹۳۸ *            | —                        | ۱۹۳۸ *            | —                  |
| جان برومویچ   | ۱    | ۱۹۳۹ *            | —                        | —                 | —                  |
| فرانک پارکر   | ۱    | —                 | —                        | —                 | ۱۹۴۵               |
| فرانک سجمن    | ۱    | —                 | —                        | —                 | ۱۹۵۲               |
| تونی تربرت    | ۳ *  | —                 | —                        | ۱۹۵۵ *            | ۱۹۵۳، ۱۹۵۵         |
| نیل فریزر     | ۱    | —                 | —                        | —                 | ۱۹۶۰               |
| چاک مک‌کینلی   | ۱    | —                 | —                        | ۱۹۶۳ *            | —                  |
| روی امرسون    | ۱    | ۱۹۶۴ *            | —                        | —                 | —                  |
| کن روزوال     | ۱    | ۱۹۷۱ *            | —                        | —                 | —                  |
| ایلیه ناستاسه | ۱    | —                 | ۱۹۷۳                     | —                 | —                  |
| بیورن بوری    | ۳ *  | —                 | ۱۹۷۸، ۱۹۸۰               | ۱۹۷۶ *            | —                  |
| راجر فدرر     | ۲    | ۲۰۰۷ *            | —                        | ۲۰۱۷ *            | —                  |
| رافائل نادال  | ۳ *  | —                 | ۲۰۰۸، ۲۰۱۰، ۲۰۱۷، ۲۰۲۰ * | —                 | —                  |

| تورنمنت گرند اسلم | بار | شمار بازیکن‌ها | بازیکن(ها)       | تورنمت(ها)             |
| ----------------- | --- | ------------- | ---------------- | ---------------------- |
| آزاد استرالیا     | ۸   | ۸             | تونی وایلدینگ    | ۱۹۰۹                   |
| آزاد استرالیا     | ۸   | ۸             | رادنی هیت        | ۱۹۱۰                   |
| آزاد استرالیا     | ۸   | ۸             | پت اوهارا وود    | ۱۹۲۳                   |
| آزاد استرالیا     | ۸   | ۸             | دن باج           | ۱۹۳۸                   |
| آزاد استرالیا     | ۸   | ۸             | جان برومویچ      | ۱۹۳۹                   |
| آزاد استرالیا     | ۸   | ۸             | روی امرسون       | ۱۹۶۴                   |
| آزاد استرالیا     | ۸   | ۸             | کن روزوال        | ۱۹۷۱                   |
| آزاد استرالیا     | ۸   | ۸             | راجر فدرر        | ۲۰۰۷                   |
| آزاد فرانسه       | ۷   | ۳             | ایلیه ناستاسه    | ۱۹۷۳                   |
| آزاد فرانسه       | ۷   | ۳             | بیورن بوری (۲)   | ۱۹۷۸، ۱۹۸۰             |
| آزاد فرانسه       | ۷   | ۳             | رافائل نادال (۴) | ۲۰۰۸، ۲۰۱۰، ۲۰۱۷، ۲۰۲۰ |
| ویمبلدون          | ۵   | ۵             | دن باج           | ۱۹۳۸                   |
| ویمبلدون          | ۵   | ۵             | تونی تربرت       | ۱۹۵۵                   |
| ویمبلدون          | ۵   | ۵             | چاک مک‌کینلی      | ۱۹۶۳                   |
| ویمبلدون          | ۵   | ۵             | بیورن بوری       | ۱۹۷۶                   |
| ویمبلدون          | ۵   | ۵             | راجر فدرر        | ۲۰۱۷                   |
| آزاد آمریکا       | ۱۱  | ۸             | ریچارد سیرز (۳)  | ۱۸۸۱، ۱۸۸۲، ۱۸۸۳       |
| آزاد آمریکا       | ۱۱  | ۸             | لاورنس دوهرتی    | ۱۹۰۳                   |
| آزاد آمریکا       | ۱۱  | ۸             | هولکمب وارد      | ۱۹۰۴                   |
| آزاد آمریکا       | ۱۱  | ۸             | ویلیام لارند     | ۱۹۰۷                   |
| آزاد آمریکا       | ۱۱  | ۸             | فرانک پارکر      | ۱۹۴۵                   |
| آزاد آمریکا       | ۱۱  | ۸             | فرانک سجمن       | ۱۹۵۲                   |
| آزاد آمریکا       | ۱۱  | ۸             | تونی تربرت (۲)   | ۱۹۵۳، ۱۹۵۵             |
| آزاد آمریکا       | ۱۱  | ۸             | نیل فریزر        | ۱۹۶۰                   |

| بیشترین در دسته* |

| بازیکن        | شمار | تورنمنت گرند اسلم | تورنمنت گرند اسلم        | تورنمنت گرند اسلم | تورنمنت گرند اسلم  |
| بازیکن        | شمار | آزاد استرالیا     | آزاد فرانسه              | ویمبلدون          | آزاد آمریکا        |
| ------------- | ---- | ----------------- | ------------------------ | ----------------- | ------------------ |
| ریچارد سیرز   | ۳ *  | —                 | —                        | —                 | ۱۸۸۱، ۱۸۸۲، ۱۸۸۳ * |
| لاورنس دوهرتی | ۱    | —                 | —                        | —                 | ۱۹۰۳               |
| هولکمب وارد   | ۱    | —                 | —                        | —                 | ۱۹۰۴               |
| ویلیام لارند  | ۱    | —                 | —                        | —                 | ۱۹۰۷               |
| تونی وایلدینگ | ۱    | ۱۹۰۹ *            | —                        | —                 | —                  |
| رادنی هیت     | ۱    | ۱۹۱۰ *            | —                        | —                 | —                  |
| پت اوهارا وود | ۱    | ۱۹۲۳ *            | —                        | —                 | —                  |
| دن باج        | ۲    | ۱۹۳۸ *            | —                        | ۱۹۳۸ *            | —                  |
| جان برومویچ   | ۱    | ۱۹۳۹ *            | —                        | —                 | —                  |
| فرانک پارکر   | ۱    | —                 | —                        | —                 | ۱۹۴۵               |
| فرانک سجمن    | ۱    | —                 | —                        | —                 | ۱۹۵۲               |
| تونی تربرت    | ۳ *  | —                 | —                        | ۱۹۵۵ *            | ۱۹۵۳، ۱۹۵۵         |
| نیل فریزر     | ۱    | —                 | —                        | —                 | ۱۹۶۰               |
| چاک مک‌کینلی   | ۱    | —                 | —                        | ۱۹۶۳ *            | —                  |
| روی امرسون    | ۱    | ۱۹۶۴ *            | —                        | —                 | —                  |
| کن روزوال     | ۱    | ۱۹۷۱ *            | —                        | —                 | —                  |
| ایلیه ناستاسه | ۱    | —                 | ۱۹۷۳                     | —                 | —                  |
| بیورن بوری    | ۳ *  | —                 | ۱۹۷۸، ۱۹۸۰               | ۱۹۷۶ *            | —                  |
| راجر فدرر     | ۲    | ۲۰۰۷ *            | —                        | ۲۰۱۷ *            | —                  |
| رافائل نادال  | ۳ *  | —                 | ۲۰۰۸، ۲۰۱۰، ۲۰۱۷، ۲۰۲۰ * | —                 | —                  |

| تورنمنت گرند اسلم | بار | شمار بازیکن‌ها | بازیکن(ها)       | تورنمت(ها)             |
| ----------------- | --- | ------------- | ---------------- | ---------------------- |
| آزاد استرالیا     | ۸   | ۸             | تونی وایلدینگ    | ۱۹۰۹                   |
| آزاد استرالیا     | ۸   | ۸             | رادنی هیت        | ۱۹۱۰                   |
| آزاد استرالیا     | ۸   | ۸             | پت اوهارا وود    | ۱۹۲۳                   |
| آزاد استرالیا     | ۸   | ۸             | دن باج           | ۱۹۳۸                   |
| آزاد استرالیا     | ۸   | ۸             | جان برومویچ      | ۱۹۳۹                   |
| آزاد استرالیا     | ۸   | ۸             | روی امرسون       | ۱۹۶۴                   |
| آزاد استرالیا     | ۸   | ۸             | کن روزوال        | ۱۹۷۱                   |
| آزاد استرالیا     | ۸   | ۸             | راجر فدرر        | ۲۰۰۷                   |
| آزاد فرانسه       | ۷   | ۳             | ایلیه ناستاسه    | ۱۹۷۳                   |
| آزاد فرانسه       | ۷   | ۳             | بیورن بوری (۲)   | ۱۹۷۸، ۱۹۸۰             |
| آزاد فرانسه       | ۷   | ۳             | رافائل نادال (۴) | ۲۰۰۸، ۲۰۱۰، ۲۰۱۷، ۲۰۲۰ |
| ویمبلدون          | ۵   | ۵             | دن باج           | ۱۹۳۸                   |
| ویمبلدون          | ۵   | ۵             | تونی تربرت       | ۱۹۵۵                   |
| ویمبلدون          | ۵   | ۵             | چاک مک‌کینلی      | ۱۹۶۳                   |
| ویمبلدون          | ۵   | ۵             | بیورن بوری       | ۱۹۷۶                   |
| ویمبلدون          | ۵   | ۵             | راجر فدرر        | ۲۰۱۷                   |
| آزاد آمریکا       | ۱۱  | ۸             | ریچارد سیرز (۳)  | ۱۸۸۱، ۱۸۸۲، ۱۸۸۳       |
| آزاد آمریکا       | ۱۱  | ۸             | لاورنس دوهرتی    | ۱۹۰۳                   |
| آزاد آمریکا       | ۱۱  | ۸             | هولکمب وارد      | ۱۹۰۴                   |
| آزاد آمریکا       | ۱۱  | ۸             | ویلیام لارند     | ۱۹۰۷                   |
| آزاد آمریکا       | ۱۱  | ۸             | فرانک پارکر      | ۱۹۴۵                   |
| آزاد آمریکا       | ۱۱  | ۸             | فرانک سجمن       | ۱۹۵۲                   |
| آزاد آمریکا       | ۱۱  | ۸             | تونی تربرت (۲)   | ۱۹۵۳، ۱۹۵۵             |
| آزاد آمریکا       | ۱۱  | ۸             | نیل فریزر        | ۱۹۶۰                   |

| عناوین | بازیکن        | گرند اسلم        | سال‌ها (از–تا) |
| ------ | ------------- | ---------------- | ------------- |
| ۷      | ریچارد سیرز   | قهرمانی آمریکا   | ۱۸۸۱–۸۷       |
| ۶      | ویلیام رنشا   | ویمبلدون         | ۱۸۸۱–۸۶       |
| ۶      | بیل تیلدن     | قهرمانی آمریکا   | ۱۹۲۰–۲۵       |
| ۵      | لاورنس دوهرتی | ویمبلدون         | ۱۹۰۲–۰۶       |
| ۵      | ویلیام لارند  | قهرمانی آمریکا   | ۱۹۰۷–۱۱       |
| ۵      | روی امرسون    | قهرمانی استرالیا | ۱۹۶۳–۶۷       |
| ۵      | بیورن بوری    | ویمبلدون         | ۱۹۷۶–۸۰       |
| ۵      | راجر فدرر     | ویمبلدون         | ۲۰۰۳–۰۷       |
| ۵      | راجر فدرر     | آزاد آمریکا      | ۲۰۰۴–۰۸       |
| ۵      | رافائل نادال  | آزاد فرانسه      | ۲۰۱۰–۱۴       |
| ۴      | رجینالد دورتی | ویمبلدون         | ۱۸۹۷–۱۹۰۰     |
| ۴      | تونی وایلدینگ | ویمبلدون         | ۱۹۱۰–۱۳       |
| ۴      | بیورن بوری    | آزاد فرانسه      | ۱۹۷۸–۸۱       |
| ۴      | پیت سمپراس    | ویمبلدون         | ۱۹۹۷–۲۰۰۰     |
| ۴      | رافائل نادال  | آزاد فرانسه      | ۲۰۰۵–۰۸       |

| عناوین | بازیکن       | گرند اسلم   | سال‌ها (از–تا) |
| ------ | ------------ | ----------- | ------------- |
| ۵      | بیورن بوری   | ویمبلدون    | ۱۹۷۶–۸۰       |
| ۵      | راجر فدرر    | ویمبلدون    | ۲۰۰۳–۰۷       |
| ۵      | راجر فدرر    | آزاد آمریکا | ۲۰۰۴–۰۸       |
| ۵      | رافائل نادال | آزاد فرانسه | ۲۰۱۰–۱۴       |
| ۴      | بیورن بوری   | آزاد فرانسه | ۱۹۷۸–۸۱       |
| ۴      | پیت سمپراس   | ویمبلدون    | ۱۹۹۷–۲۰۰۰     |
| ۴      | رافائل نادال | آزاد فرانسه | ۲۰۰۵–۰۸       |

| عناوین | بازیکن        | گرند اسلم        | سال‌ها (از–تا) |
| ------ | ------------- | ---------------- | ------------- |
| ۷      | ریچارد سیرز   | قهرمانی آمریکا   | ۱۸۸۱–۸۷       |
| ۶      | ویلیام رنشا   | ویمبلدون         | ۱۸۸۱–۸۶       |
| ۶      | بیل تیلدن     | قهرمانی آمریکا   | ۱۹۲۰–۲۵       |
| ۵      | لاورنس دوهرتی | ویمبلدون         | ۱۹۰۲–۰۶       |
| ۵      | ویلیام لارند  | قهرمانی آمریکا   | ۱۹۰۷–۱۱       |
| ۵      | روی امرسون    | قهرمانی استرالیا | ۱۹۶۳–۶۷       |
| ۵      | بیورن بوری    | ویمبلدون         | ۱۹۷۶–۸۰       |
| ۵      | راجر فدرر     | ویمبلدون         | ۲۰۰۳–۰۷       |
| ۵      | راجر فدرر     | آزاد آمریکا      | ۲۰۰۴–۰۸       |
| ۵      | رافائل نادال  | آزاد فرانسه      | ۲۰۱۰–۱۴       |
| ۴      | رجینالد دورتی | ویمبلدون         | ۱۸۹۷–۱۹۰۰     |
| ۴      | تونی وایلدینگ | ویمبلدون         | ۱۹۱۰–۱۳       |
| ۴      | بیورن بوری    | آزاد فرانسه      | ۱۹۷۸–۸۱       |
| ۴      | پیت سمپراس    | ویمبلدون         | ۱۹۹۷–۲۰۰۰     |
| ۴      | رافائل نادال  | آزاد فرانسه      | ۲۰۰۵–۰۸       |

| عناوین | بازیکن       | گرند اسلم   | سال‌ها (از–تا) |
| ------ | ------------ | ----------- | ------------- |
| ۵      | بیورن بوری   | ویمبلدون    | ۱۹۷۶–۸۰       |
| ۵      | راجر فدرر    | ویمبلدون    | ۲۰۰۳–۰۷       |
| ۵      | راجر فدرر    | آزاد آمریکا | ۲۰۰۴–۰۸       |
| ۵      | رافائل نادال | آزاد فرانسه | ۲۰۱۰–۱۴       |
| ۴      | بیورن بوری   | آزاد فرانسه | ۱۹۷۸–۸۱       |
| ۴      | پیت سمپراس   | ویمبلدون    | ۱۹۹۷–۲۰۰۰     |
| ۴      | رافائل نادال | آزاد فرانسه | ۲۰۰۵–۰۸       |

| بیشترین در دسته* |

| بازیکن        | شمار | تورنمنت گرند اسلم | تورنمنت گرند اسلم        | تورنمنت گرند اسلم | تورنمنت گرند اسلم  |
| بازیکن        | شمار | آزاد استرالیا     | آزاد فرانسه              | ویمبلدون          | آزاد آمریکا        |
| ------------- | ---- | ----------------- | ------------------------ | ----------------- | ------------------ |
| ریچارد سیرز   | ۳ *  | —                 | —                        | —                 | ۱۸۸۱، ۱۸۸۲، ۱۸۸۳ * |
| لاورنس دوهرتی | ۱    | —                 | —                        | —                 | ۱۹۰۳               |
| هولکمب وارد   | ۱    | —                 | —                        | —                 | ۱۹۰۴               |
| ویلیام لارند  | ۱    | —                 | —                        | —                 | ۱۹۰۷               |
| تونی وایلدینگ | ۱    | ۱۹۰۹ *            | —                        | —                 | —                  |
| رادنی هیت     | ۱    | ۱۹۱۰ *            | —                        | —                 | —                  |
| پت اوهارا وود | ۱    | ۱۹۲۳ *            | —                        | —                 | —                  |
| دن باج        | ۲    | ۱۹۳۸ *            | —                        | ۱۹۳۸ *            | —                  |
| جان برومویچ   | ۱    | ۱۹۳۹ *            | —                        | —                 | —                  |
| فرانک پارکر   | ۱    | —                 | —                        | —                 | ۱۹۴۵               |
| فرانک سجمن    | ۱    | —                 | —                        | —                 | ۱۹۵۲               |
| تونی تربرت    | ۳ *  | —                 | —                        | ۱۹۵۵ *            | ۱۹۵۳، ۱۹۵۵         |
| نیل فریزر     | ۱    | —                 | —                        | —                 | ۱۹۶۰               |
| چاک مک‌کینلی   | ۱    | —                 | —                        | ۱۹۶۳ *            | —                  |
| روی امرسون    | ۱    | ۱۹۶۴ *            | —                        | —                 | —                  |
| کن روزوال     | ۱    | ۱۹۷۱ *            | —                        | —                 | —                  |
| ایلیه ناستاسه | ۱    | —                 | ۱۹۷۳                     | —                 | —                  |
| بیورن بوری    | ۳ *  | —                 | ۱۹۷۸، ۱۹۸۰               | ۱۹۷۶ *            | —                  |
| راجر فدرر     | ۲    | ۲۰۰۷ *            | —                        | ۲۰۱۷ *            | —                  |
| رافائل نادال  | ۳ *  | —                 | ۲۰۰۸، ۲۰۱۰، ۲۰۱۷، ۲۰۲۰ * | —                 | —                  |

| تورنمنت گرند اسلم | بار | شمار بازیکن‌ها | بازیکن(ها)       | تورنمت(ها)             |
| ----------------- | --- | ------------- | ---------------- | ---------------------- |
| آزاد استرالیا     | ۸   | ۸             | تونی وایلدینگ    | ۱۹۰۹                   |
| آزاد استرالیا     | ۸   | ۸             | رادنی هیت        | ۱۹۱۰                   |
| آزاد استرالیا     | ۸   | ۸             | پت اوهارا وود    | ۱۹۲۳                   |
| آزاد استرالیا     | ۸   | ۸             | دن باج           | ۱۹۳۸                   |
| آزاد استرالیا     | ۸   | ۸             | جان برومویچ      | ۱۹۳۹                   |
| آزاد استرالیا     | ۸   | ۸             | روی امرسون       | ۱۹۶۴                   |
| آزاد استرالیا     | ۸   | ۸             | کن روزوال        | ۱۹۷۱                   |
| آزاد استرالیا     | ۸   | ۸             | راجر فدرر        | ۲۰۰۷                   |
| آزاد فرانسه       | ۷   | ۳             | ایلیه ناستاسه    | ۱۹۷۳                   |
| آزاد فرانسه       | ۷   | ۳             | بیورن بوری (۲)   | ۱۹۷۸، ۱۹۸۰             |
| آزاد فرانسه       | ۷   | ۳             | رافائل نادال (۴) | ۲۰۰۸، ۲۰۱۰، ۲۰۱۷، ۲۰۲۰ |
| ویمبلدون          | ۵   | ۵             | دن باج           | ۱۹۳۸                   |
| ویمبلدون          | ۵   | ۵             | تونی تربرت       | ۱۹۵۵                   |
| ویمبلدون          | ۵   | ۵             | چاک مک‌کینلی      | ۱۹۶۳                   |
| ویمبلدون          | ۵   | ۵             | بیورن بوری       | ۱۹۷۶                   |
| ویمبلدون          | ۵   | ۵             | راجر فدرر        | ۲۰۱۷                   |
| آزاد آمریکا       | ۱۱  | ۸             | ریچارد سیرز (۳)  | ۱۸۸۱، ۱۸۸۲، ۱۸۸۳       |
| آزاد آمریکا       | ۱۱  | ۸             | لاورنس دوهرتی    | ۱۹۰۳                   |
| آزاد آمریکا       | ۱۱  | ۸             | هولکمب وارد      | ۱۹۰۴                   |
| آزاد آمریکا       | ۱۱  | ۸             | ویلیام لارند     | ۱۹۰۷                   |
| آزاد آمریکا       | ۱۱  | ۸             | فرانک پارکر      | ۱۹۴۵                   |
| آزاد آمریکا       | ۱۱  | ۸             | فرانک سجمن       | ۱۹۵۲                   |
| آزاد آمریکا       | ۱۱  | ۸             | تونی تربرت (۲)   | ۱۹۵۳، ۱۹۵۵             |
| آزاد آمریکا       | ۱۱  | ۸             | نیل فریزر        | ۱۹۶۰                   |

| بیشترین در دسته* |

| بازیکن        | شمار | تورنمنت گرند اسلم | تورنمنت گرند اسلم        | تورنمنت گرند اسلم | تورنمنت گرند اسلم  |
| بازیکن        | شمار | آزاد استرالیا     | آزاد فرانسه              | ویمبلدون          | آزاد آمریکا        |
| ------------- | ---- | ----------------- | ------------------------ | ----------------- | ------------------ |
| ریچارد سیرز   | ۳ *  | —                 | —                        | —                 | ۱۸۸۱، ۱۸۸۲، ۱۸۸۳ * |
| لاورنس دوهرتی | ۱    | —                 | —                        | —                 | ۱۹۰۳               |
| هولکمب وارد   | ۱    | —                 | —                        | —                 | ۱۹۰۴               |
| ویلیام لارند  | ۱    | —                 | —                        | —                 | ۱۹۰۷               |
| تونی وایلدینگ | ۱    | ۱۹۰۹ *            | —                        | —                 | —                  |
| رادنی هیت     | ۱    | ۱۹۱۰ *            | —                        | —                 | —                  |
| پت اوهارا وود | ۱    | ۱۹۲۳ *            | —                        | —                 | —                  |
| دن باج        | ۲    | ۱۹۳۸ *            | —                        | ۱۹۳۸ *            | —                  |
| جان برومویچ   | ۱    | ۱۹۳۹ *            | —                        | —                 | —                  |
| فرانک پارکر   | ۱    | —                 | —                        | —                 | ۱۹۴۵               |
| فرانک سجمن    | ۱    | —                 | —                        | —                 | ۱۹۵۲               |
| تونی تربرت    | ۳ *  | —                 | —                        | ۱۹۵۵ *            | ۱۹۵۳، ۱۹۵۵         |
| نیل فریزر     | ۱    | —                 | —                        | —                 | ۱۹۶۰               |
| چاک مک‌کینلی   | ۱    | —                 | —                        | ۱۹۶۳ *            | —                  |
| روی امرسون    | ۱    | ۱۹۶۴ *            | —                        | —                 | —                  |
| کن روزوال     | ۱    | ۱۹۷۱ *            | —                        | —                 | —                  |
| ایلیه ناستاسه | ۱    | —                 | ۱۹۷۳                     | —                 | —                  |
| بیورن بوری    | ۳ *  | —                 | ۱۹۷۸، ۱۹۸۰               | ۱۹۷۶ *            | —                  |
| راجر فدرر     | ۲    | ۲۰۰۷ *            | —                        | ۲۰۱۷ *            | —                  |
| رافائل نادال  | ۳ *  | —                 | ۲۰۰۸، ۲۰۱۰، ۲۰۱۷، ۲۰۲۰ * | —                 | —                  |

| تورنمنت گرند اسلم | بار | شمار بازیکن‌ها | بازیکن(ها)       | تورنمت(ها)             |
| ----------------- | --- | ------------- | ---------------- | ---------------------- |
| آزاد استرالیا     | ۸   | ۸             | تونی وایلدینگ    | ۱۹۰۹                   |
| آزاد استرالیا     | ۸   | ۸             | رادنی هیت        | ۱۹۱۰                   |
| آزاد استرالیا     | ۸   | ۸             | پت اوهارا وود    | ۱۹۲۳                   |
| آزاد استرالیا     | ۸   | ۸             | دن باج           | ۱۹۳۸                   |
| آزاد استرالیا     | ۸   | ۸             | جان برومویچ      | ۱۹۳۹                   |
| آزاد استرالیا     | ۸   | ۸             | روی امرسون       | ۱۹۶۴                   |
| آزاد استرالیا     | ۸   | ۸             | کن روزوال        | ۱۹۷۱                   |
| آزاد استرالیا     | ۸   | ۸             | راجر فدرر        | ۲۰۰۷                   |
| آزاد فرانسه       | ۷   | ۳             | ایلیه ناستاسه    | ۱۹۷۳                   |
| آزاد فرانسه       | ۷   | ۳             | بیورن بوری (۲)   | ۱۹۷۸، ۱۹۸۰             |
| آزاد فرانسه       | ۷   | ۳             | رافائل نادال (۴) | ۲۰۰۸، ۲۰۱۰، ۲۰۱۷، ۲۰۲۰ |
| ویمبلدون          | ۵   | ۵             | دن باج           | ۱۹۳۸                   |
| ویمبلدون          | ۵   | ۵             | تونی تربرت       | ۱۹۵۵                   |
| ویمبلدون          | ۵   | ۵             | چاک مک‌کینلی      | ۱۹۶۳                   |
| ویمبلدون          | ۵   | ۵             | بیورن بوری       | ۱۹۷۶                   |
| ویمبلدون          | ۵   | ۵             | راجر فدرر        | ۲۰۱۷                   |
| آزاد آمریکا       | ۱۱  | ۸             | ریچارد سیرز (۳)  | ۱۸۸۱، ۱۸۸۲، ۱۸۸۳       |
| آزاد آمریکا       | ۱۱  | ۸             | لاورنس دوهرتی    | ۱۹۰۳                   |
| آزاد آمریکا       | ۱۱  | ۸             | هولکمب وارد      | ۱۹۰۴                   |
| آزاد آمریکا       | ۱۱  | ۸             | ویلیام لارند     | ۱۹۰۷                   |
| آزاد آمریکا       | ۱۱  | ۸             | فرانک پارکر      | ۱۹۴۵                   |
| آزاد آمریکا       | ۱۱  | ۸             | فرانک سجمن       | ۱۹۵۲                   |
| آزاد آمریکا       | ۱۱  | ۸             | تونی تربرت (۲)   | ۱۹۵۳، ۱۹۵۵             |
| آزاد آمریکا       | ۱۱  | ۸             | نیل فریزر        | ۱۹۶۰                   |